# Viswanathan Anand
Pour les articles homonymes, voir Anand.
Viswanathan Anand ou Anand, dit Vishy Anand (en tamoul : விசுவநாதன் ஆனந்த், prononcé /ʋiʃʋəˈn̪aːt̪ən ˈaːnən̪d̪/), né le 11 décembre 1969 à Madras (aujourd'hui Chennai) en Inde, est un joueur d'échecs indien, grand maître international depuis 1988. Il est devenu champion du monde FIDE en décembre 2000 en battant Alexeï Chirov à Téhéran, après deux finales perdues en 1995 (contre Garry Kasparov) et en 1998 (contre Anatoli Karpov). Viswanathan Anand perdit son titre lors du championnat du monde FIDE 2001-2002, puis termina deuxième du championnat du monde en 2005. En septembre 2007, Anand devint à nouveau champion du monde d'échecs (titre unifié) grâce à sa victoire au Championnat du monde de Mexico devant Vladimir Kramnik et Boris Guelfand. Depuis 2007, il a défendu trois fois son titre avec succès en battant Vladimir Kramnik en octobre 2008, Veselin Topalov en avril-mai 2010 et Boris Guelfand en mai 2012, et l'a perdu en novembre 2013 face à Magnus Carlsen.
Il est le seul champion du monde à avoir remporté le titre mondial dans trois formats différents : dans un tournoi à élimination directe avec 
cent participants (en 2000) ; dans un tournoi à deux tours avec huit participants (en 2007) et à trois reprises en match contre un seul adversaire (en 2008, 2010 et 2012).
Au 17 novembre 2024, il est le numéro dix mondial  et troisième indien avec un classement Elo de 2 750 points.
Réputé pour sa vitesse de réflexion, Anand a remporté sept fois de suite le tournoi de Mayence rapide, neuf fois le tournoi Amber rapide (dont quatre fois consécutivement) et est devenu champion du monde de parties rapides en 2003 et 2017.

## Carrière aux échecs

### Débuts

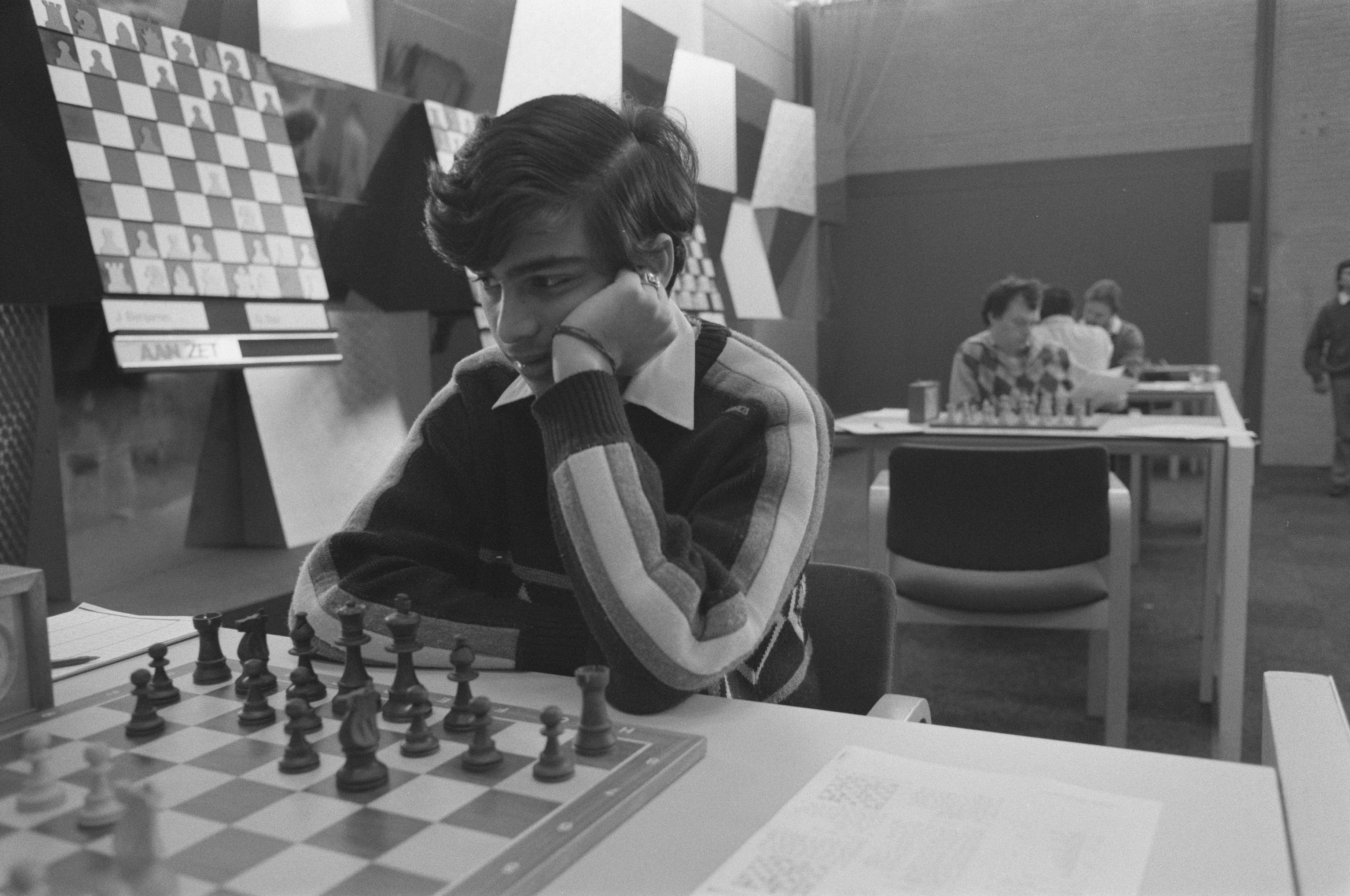
Viswanathan Anand au tournoi de Wijk aan Zee en 1989, pendant la dernière ronde.

L'ascension d'Anand dans le monde indien des échecs a été rapide. Le succès national est venu tôt pour lui puisqu'il a remporté à l'âge de 14 ans, en 1983, le championnat d'échecs cadets (moins de seize ans) national avec un score de 9/9 et le championnat national d'échecs juniors (moins de 19 ans) la même année. L'année suivante, en 1984, il est devenu le plus jeune Indien à recevoir le titre de maître international, à l'âge de 15 ans. En 1984, Anand était sélectionné au quatrième échiquier de l'équipe d'Inde qui participe aux olympiades internationales d'échecs, puis dès 1986, il en occupait le premier échiquier. À 16 ans, en 1986, après deux tentatives infructueuses, il devient champion national (adultes) et conserve par la suite son titre national les deux années suivantes (1987 et 1988).
Anand joue ses parties à cadence beaucoup plus rapide que la moyenne, d'où son surnom « the blitz kid », « le gosse-éclair », les « échecs rapides » étant connus dans le monde sous le terme allemand de blitz.
À 18 ans, à Baguio, en 1987, à sa quatrième tentative, Anand remporte le Championnat du monde d'échecs junior. Il est le premier joueur asiatique à gagner le titre. L'année suivante, en avril 1988, il devient le premier grand maître international de l'Inde, à dix-huit ans, grâce à sa victoire au tournoi international Shakti Finance disputé  à Coimbatore fin 1987.
En 1989, Anand termina premier du tournoi de Wijk aan Zee, à 19 ans, ex æquo avec Gyula Sax, Zoltan Ribli et Predrag Nikolic, remportant ainsi son premier grand tournoi international.

### Quart-de-finaliste des candidats (1991 et 1994)

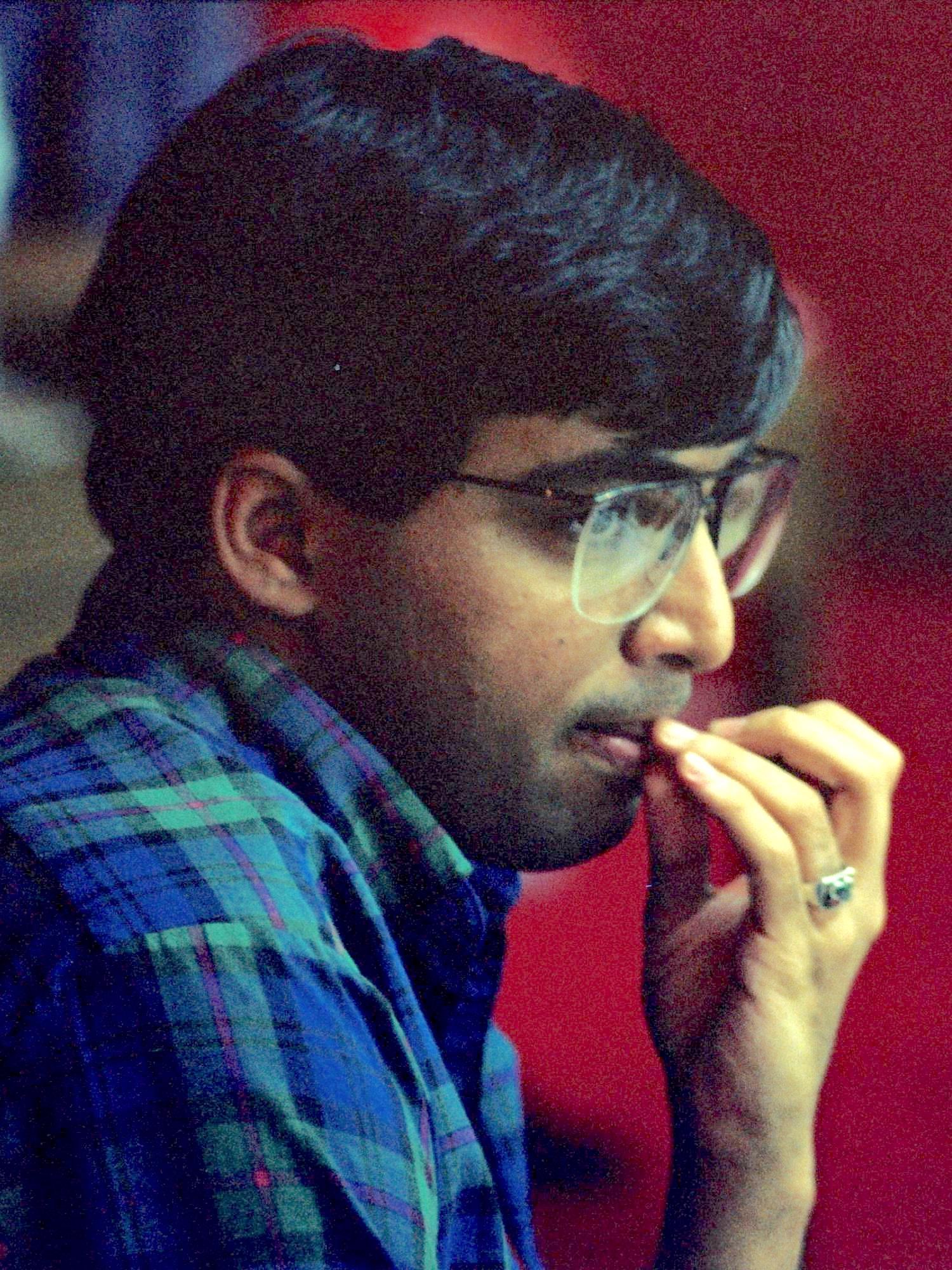
Viswanathan Anand à Manille en 1992.

En 1990, lors du tournoi interzonal de Manille, Anand se qualifia pour les matchs des candidats au championnat du monde. Lors du premier tour du tournoi des candidats disputé en janvier 1991, à Madras, sa ville natale, il élimina Alekseï Dreïev. En avril 1991, il fut invité à participer au tournoi de Linares. Anand finit neuvième-onzième ex æquo (sur quatorze joueurs) mais réussit à battre l'ancien champion du monde Anatoli Karpov lors de leur première rencontre. Le tirage au sort des quarts de finale des matchs des candidats qui eut lieu juste après le tournoi donna à Anand comme adversaire Karpov. Le match eut lieu à Bruxelles. Anand perdit le match une victoire à deux et cinq parties nulles et fut éliminé du tournoi des candidats.
« Vishy », comme il est parfois appelé, gravit les échelons de la scène échiquéenne au début des années 1990, gagnant des tournois prestigieux comme celui de Reggio Emilia 1991-1992 (devant Garry Kasparov et Anatoli Karpov). Cette même année (1991), il devient lors du tournoi de Tilbourg (catégorie 17), le deuxième joueur de l'histoire (après Ivantchouk) à battre dans une même compétition les deux incontestables meilleurs joueurs du moment (Karpov et Kasparov). Jouer à un tel niveau ne le ralentit pas, et il continue à jouer très rapidement ses parties.
En 1993, Anand finit dixième du tournoi interzonal de Groningue, ce qui le qualifiait pour le tournoi des candidats de la Fédération internationale des échecs. En 1994, il battit Van der Sterren en huitième de finale et perdit contre Gata Kamsky en quart de finale.

### Premières finales de championnat du monde (1995 et 1998)

#### Match contre Kasparov (1995)

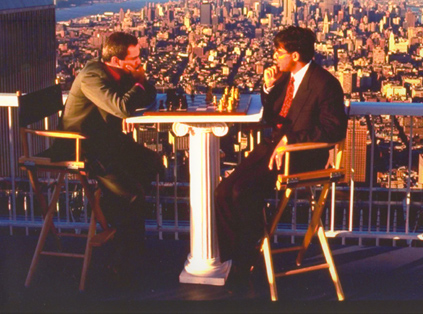
Anand face à Kasparov en 1995.

En 1993-1995, Anand se qualifie pour le championnat du monde d'échecs classique (PCA) en remportant le tournoi de sélection de Groningue en 1993, puis en gagnant les matchs de candidats contre Oleg Romanichine, Michael Adams et Gata Kamsky. En 1995, il dispute la finale contre Kasparov au World Trade Center de New York. Après une succession de huit parties nulles (un record pour l'ouverture d'un match de championnat du monde), Anand gagne la neuvième partie, mais perd alors quatre des cinq parties suivantes. Finalement, il perd le match sur le score de 10,5 à 7,5.

#### Match contre Karpov (1998)
En 1997-1998, Anand disputa le championnat du monde de la Fédération internationale des échecs (FIDE). Après avoir remporté le tournoi éliminatoire de Groningue, il est battu à Lausanne par Karpov lors du départage disputé en parties rapides (3-3 après les parties en cadence lente).
En 1999, Anand et Kasparov qui étaient en négociation pour l'organisation d'un match indépendant de la FIDE, ne participèrent pas au Championnat du monde de la Fédération internationale des échecs 1999, disputé à Las Vegas et remporté par Aleksandr Khalifman.
Le match entre Anand et Kasparov n'eut finalement pas lieu et Kasparov affronta Kramnik en 2000.

### Victoires dans les grands tournois internationaux
Anand s'est vu attribuer l'Oscar des échecs en 1997, 1998, 2003, 2004, 2007 et 2008, devenant ainsi le troisième joueur non russe, après le Danois Bent Larsen et l'Américain Bobby Fischer, à remporter cette récompense attribuée par des journalistes.

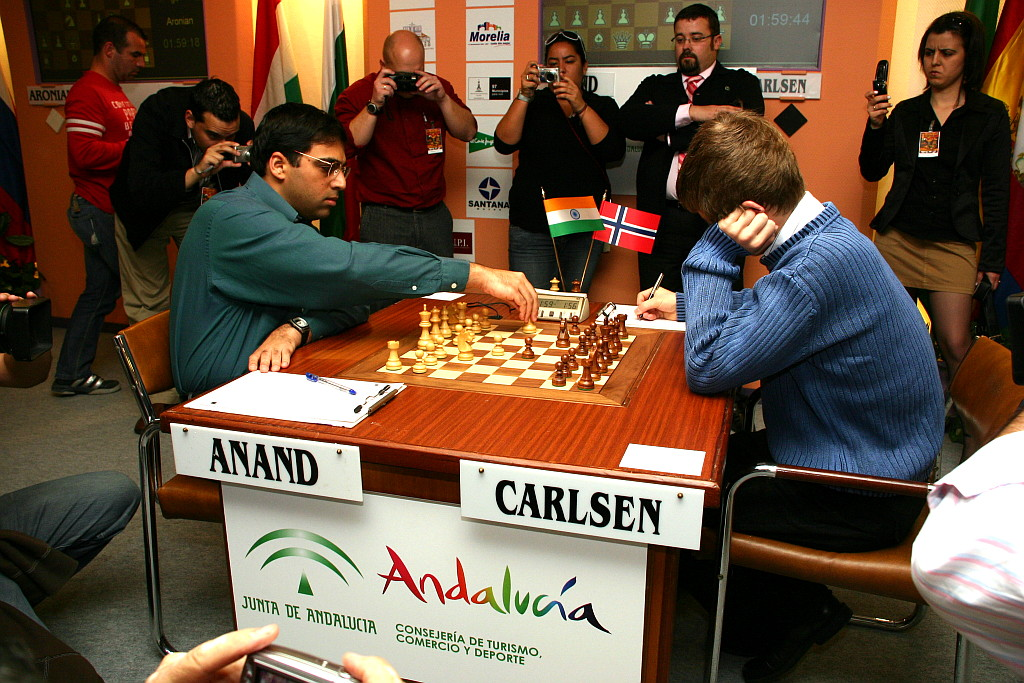
Anand face à Carlsen à Linares en 2007.

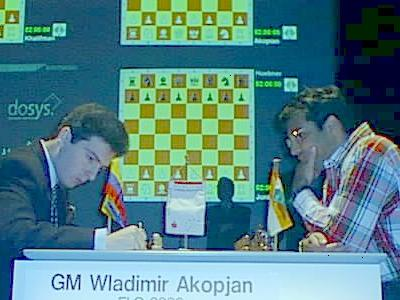
Anand face à Akopian à Dortmund en 2000.

En 1996, 2000 et 2004, Anand a remporté le tournoi de Dortmund. Il est le premier joueur à avoir remporté le tournoi de Wijk aan Zee  cinq fois : en 1989 (ex æquo), 1998 (ex æquo), 2003, 2004 et 2006 (à égalité avec Veselin Topalov avec un score de 9/13). Il a également gagné le tournoi de Linares à trois reprises : en 1998, 2007 et 2008. En 1997, il remporta également le tournoi de Dos Hermanas.
Il remporta également le tournoi annuel Amber de Monte-Carlo et Nice (parties rapides et parties à l'aveugle) en 1994, 1997, 2003, 2005 et 2006, remportant simultanément les épreuves de parties rapides et de parties à l'aveugle en 1997 et en 2005.
De 1999 à 2002, Anand a disputé plusieurs tournois et matchs « Advanced Chess » après que Garry Kasparov a introduit cette forme de jeu en 1998 (les joueurs se servent d'un programme d'échecs exécuté sur un ordinateur pour les aider dans leur réflexion). Il a gagné trois tournois d'« Advanced Chess » consécutifs à León, en 1999, 2000 et 2001 avant de perdre le titre contre Kramnik en 2002.

### Champion du monde FIDE à New Delhi-Téhéran (2000-2002)

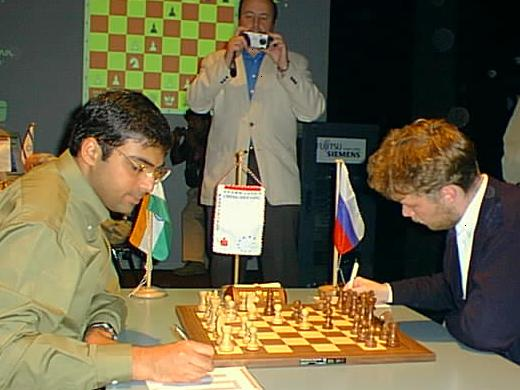
Anand face à Khalifman en 2000.

Anand gagne le championnat du monde FIDE 2000 après avoir battu Alexeï Chirov 3,5 - 0,5 en finale à Téhéran, devenant ainsi le premier Indien à remporter ce titre.
Lors du championnat du monde de 2001-2002, à Moscou, Anand est éliminé en demi-finale par Vassili Ivantchouk.
Anand ne participa à aucun des championnats du monde (classique et FIDE) disputés en 2004.

### Champion du monde de parties rapides (2003)

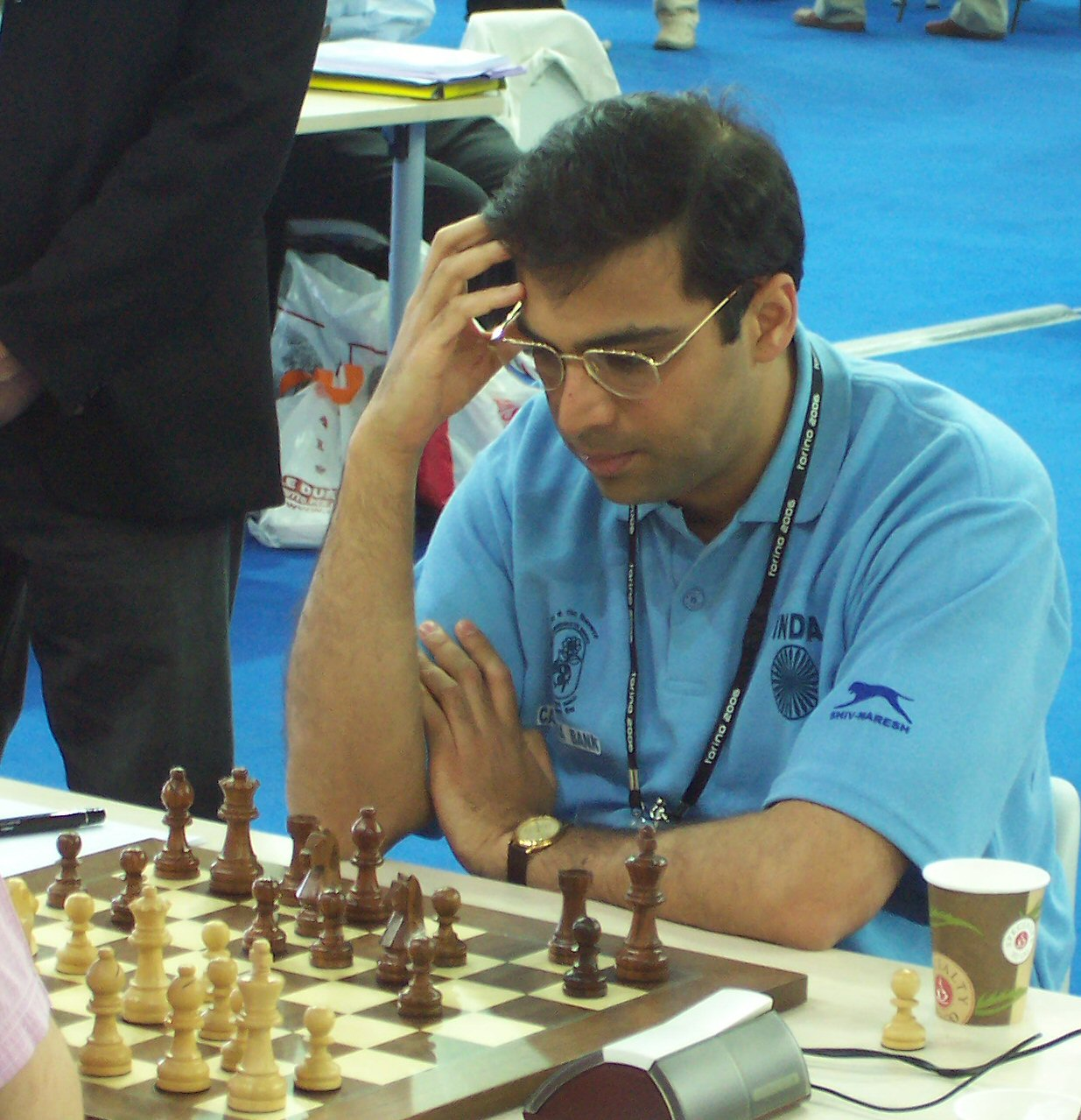
Anand lors des Olympiades d'échecs à Turin en 2006.

En octobre 2003, la FIDE organisait un tournoi de parties rapides au Cap d'Agde, qu'elle intitula « Championnat du monde de parties rapides ». Chaque joueur disposait d'un temps de réflexion de 25 minutes plus un temps additionnel de 10 secondes par coup. En battant Vladimir Kramnik en finale, Anand remporte celui-ci devant onze des douze meilleurs joueurs du monde (seul Kasparov en était absent).

### Deuxième du championnat du monde FIDE de San Luis (2005)
Au championnat du monde FIDE 2005, Anand est dominé par Veselin Topalov et finit 2e-3e ex æquo avec le Russe Peter Svidler.

### Champion du monde, titre unifié (2007 à 2013)

#### Championnat du monde de Mexico (2007)
En 2007, lors du championnat du monde à Mexico, Anand devient le nouveau champion du monde des échecs (à la suite de Vladimir Kramnik) dans un tournoi réunissant huit des meilleurs joueurs du monde. Il remporte ce tournoi avec 9 points sur 14 (sans aucune défaite).

#### Match contre Kramnik (2008)

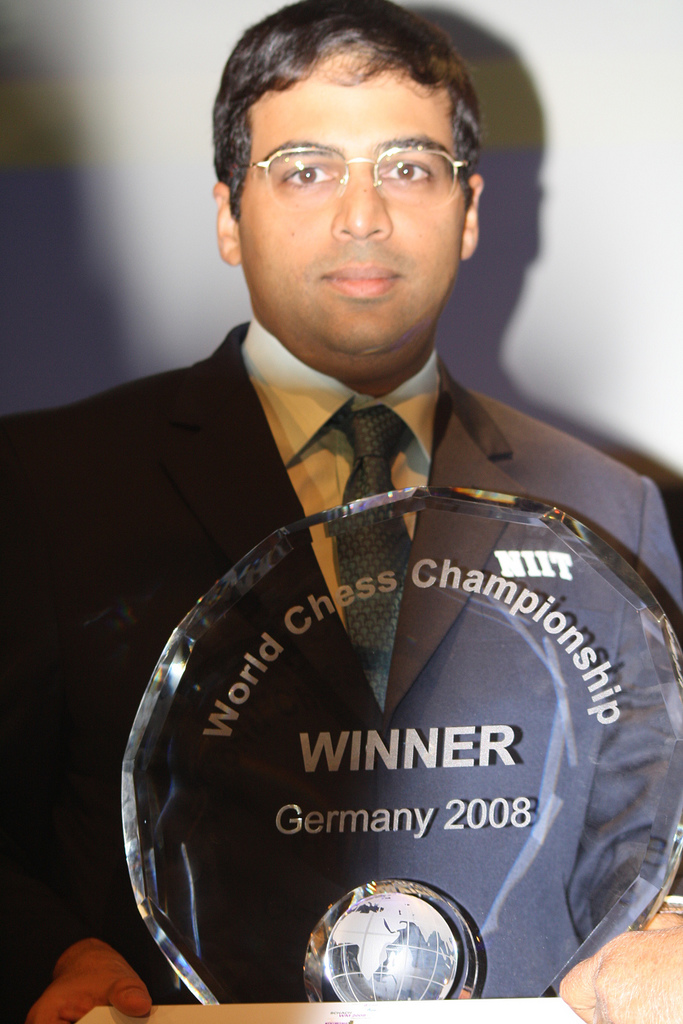
Anand champion du monde 2008.

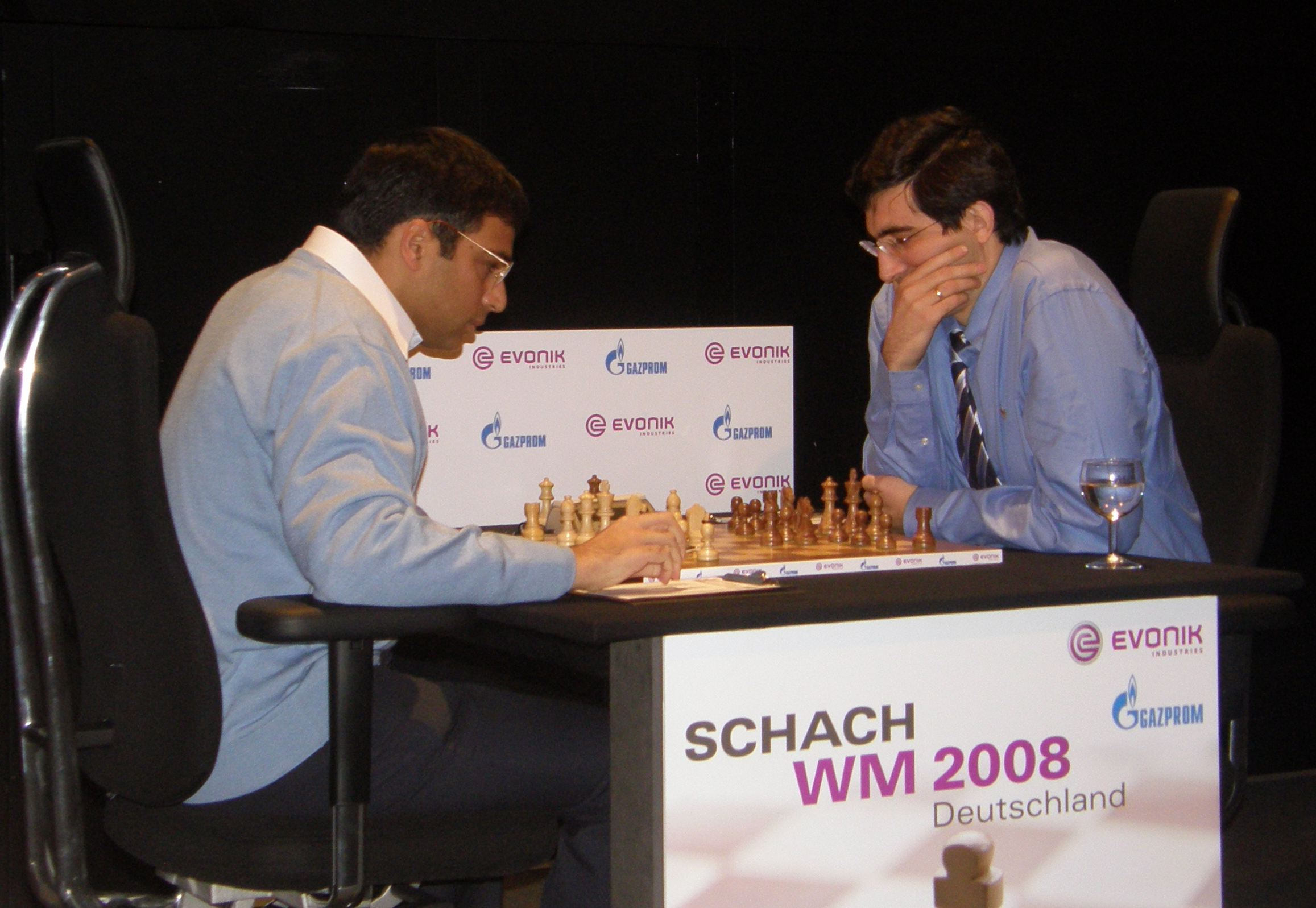
Anand face à Kramnik en 2008.

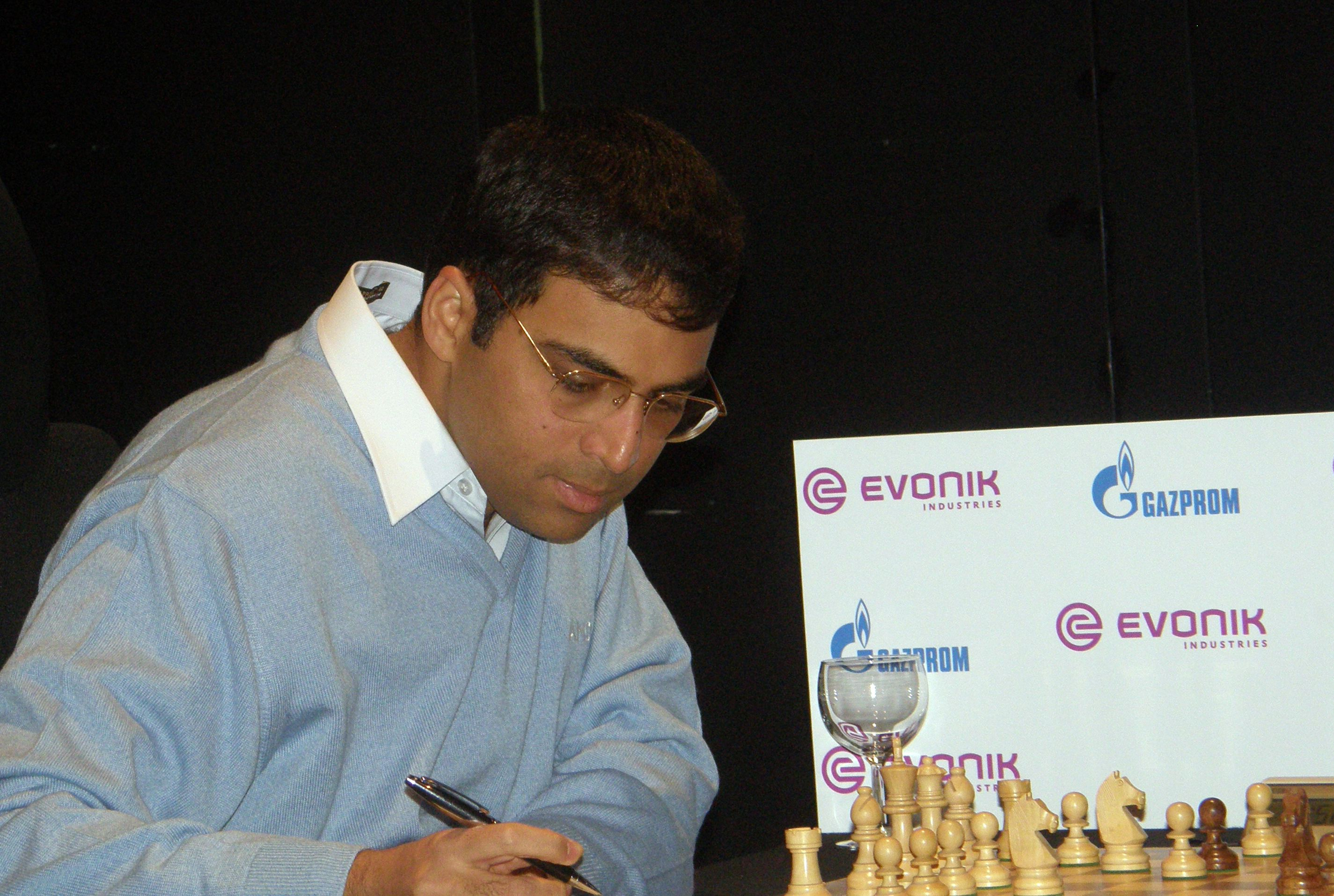
Anand lors du championnat du monde de 2008.

En 2008, à Bonn, Anand bat en match le challenger officiel Vladimir Kramnik, sur le score de 6,5 à 4,5 soit 3 victoires, 1 défaite et 7 nulles. Sur ce match, excepté la 10e partie où il semble déconcentré, Anand apparait très bien préparé dans les ouvertures et réussit à imposer son style et amener le très solide et défensif Vladimir Kramnik sur un terrain où il n'est pas à l'aise, c'est-à-dire des positions très tendues, où le jeu combatif d'Anand peut s'exprimer.

#### Match contre Topalov (2010)
En mai 2010, Anand conserve son titre lors du match qui l'oppose à Topalov à Sofia. À 5,5 partout, dans l'ultime partie où Topalov a les blancs, celui-ci commet une faute qui lui coûte le point et le match.

#### Match contre Guelfand (2012)

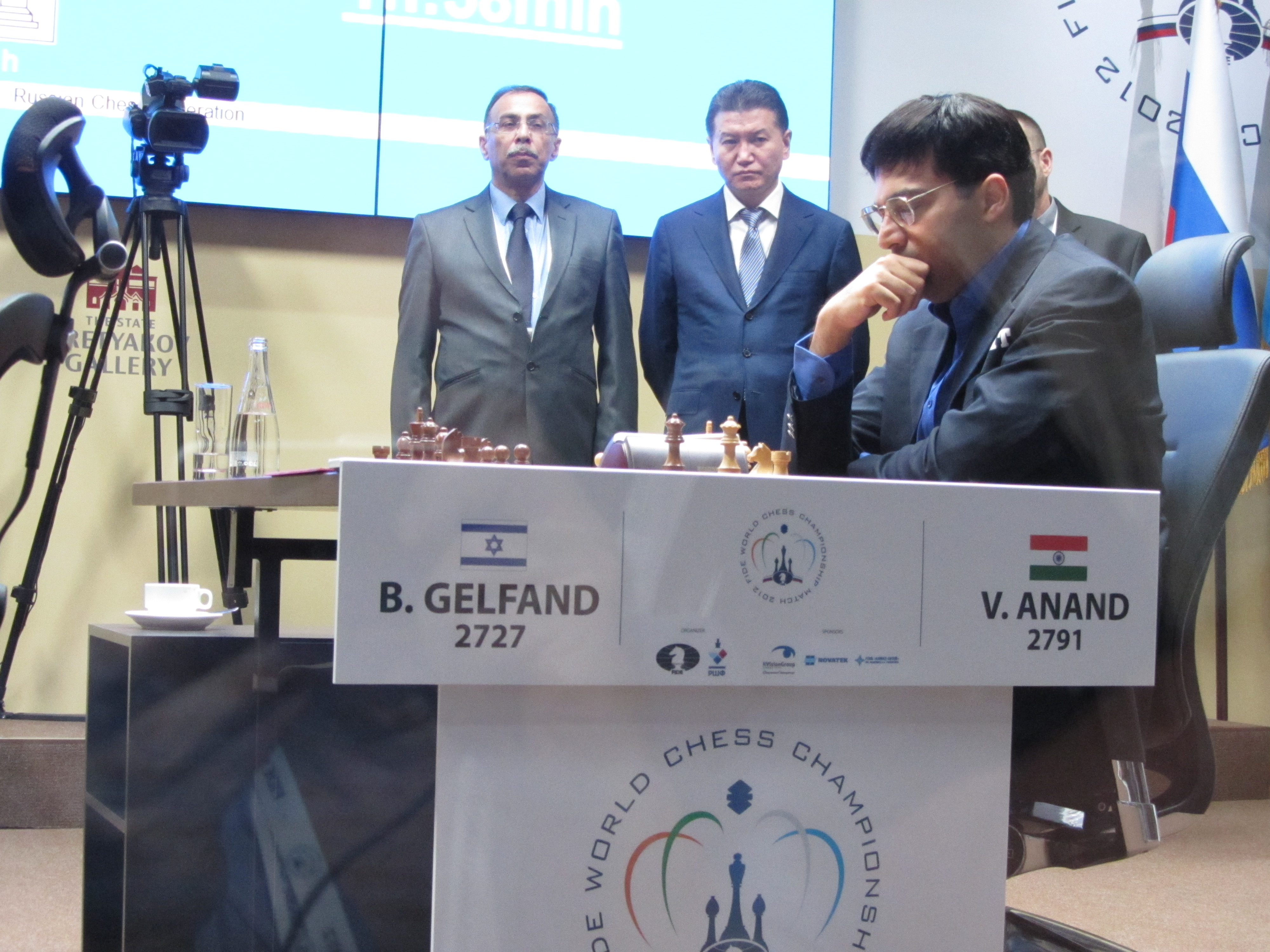
Anand au championnat du monde 2012 à Moscou.

Anand défend une nouvelle fois son titre en mai 2012, face à Boris Guelfand, vainqueur du tournoi des candidats disputé à Kazan en 2011. Après six parties nulles, il perd la septième. Il remporte la huitième en 17 coups, ce qui est la partie la plus courte d'un match de championnat du monde de toute l'histoire. Finalement après quatre autres nulles, les deux joueurs disputent les quatre parties semi-rapides de départage. Anand l'emporte lors de la deuxième ronde. Lors de la troisième partie, l’Israélien a une position écrasante dès le 15e coup et jusqu'au 28e mais il se trompe en zeitnot et Anand parvient à sauver la nulle. La quatrième partie est plus calme, Anand avec les blancs ne laisse aucun jeu à son adversaire et la partie est nulle.

### Matchs contre Carlsen (2013 et 2014)

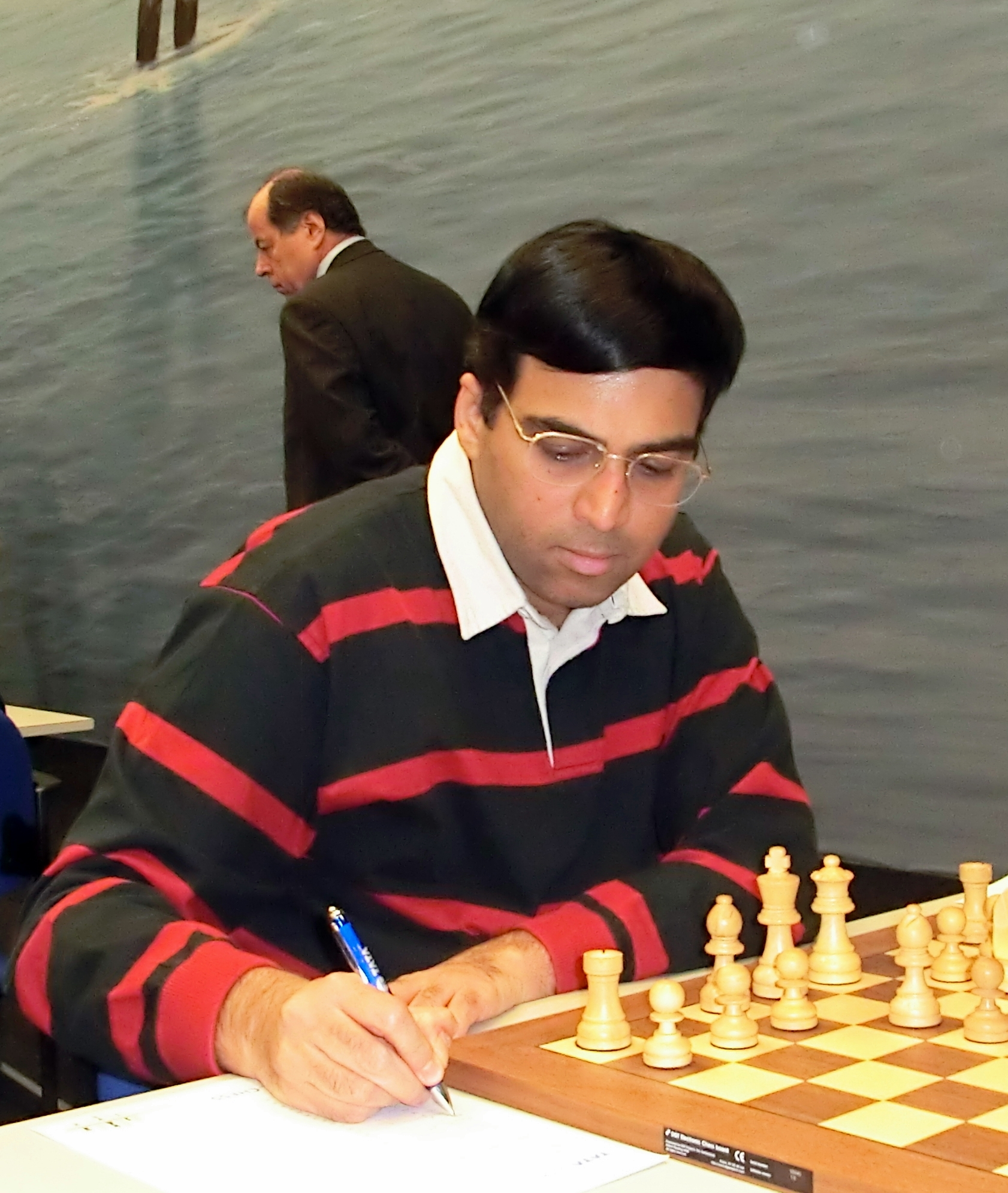
Anand au tournoi de Wijk aan Zee en 2013.

Du 7 au 28 novembre 2013, Anand affronte le vainqueur du tournoi des candidats de Londres 2013, Magnus Carlsen. Il perd son titre à cette occasion, étant mené 6,5 points à 3,5 à la ronde 10 (le tournoi se jouait en 12 rondes) et ne gagnant aucune partie.

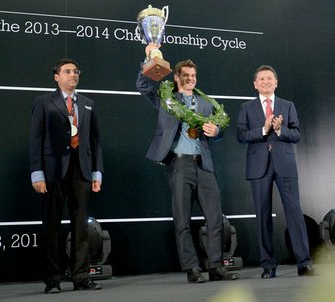
Carlsen et Anand au championnat du monde de 2014.

Les quatre premières parties se terminent par la nulle : en 16, 25, 51 et 64 coups. La 5e partie est remportée par Carlsen sur une défense semi-slave avec 4.e4. À la 6e partie, Carlsen l'emporte à nouveau après une grosse erreur de l'Indien. Les 7e et 8e parties sont nulles. La 9e partie se solde par une victoire rapide du Norvégien en 28 coups sur une défense nimzo-indienne : Anand commet une très grosse erreur (avec Cf1 au lieu de Ff1) qui permet à Carlsen de gagner. La 10e partie est capitale pour le challenger, en effet une nulle lui suffit pour qu'il soit déclaré champion du monde. Il y arrive sur une défense sicilienne avec 3.Fb5.
En 2014, Anand remporte le tournoi des candidats et affronte Carlsen à Sotchi. Il perd le match revanche sur le score de 4,5 à 6,5.

### Deuxième titre de champion du monde de parties rapides (2017)
En décembre 2017, à Riyad, Anand remporte un deuxième titre de champion du monde de parties rapides, en battant Vladimir Fedosseïev lors des départages (2-0). Il remporte également la médaille de bronze au Championnat du monde de blitz 2017.

## Meilleurs classements Elo

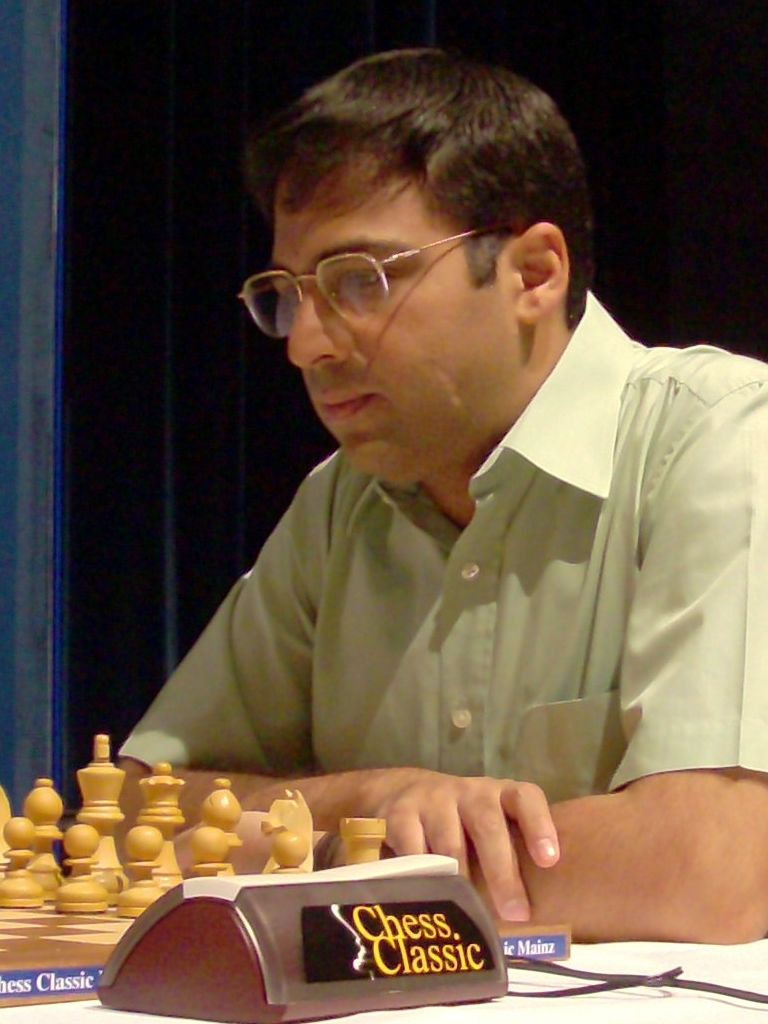
Viswanathan Anand en 2009.

Anand atteignit un premier sommet dans sa carrière avec 2 795 points Elo en juillet 1998 après ses victoires à Linares et Wijk aan Zee (il occupait la seconde place au classement mondial) ; le record était alors de 2 800 points atteints par Kasparov. En juillet 2001, Anand obtint un classement de 2 797 points Elo après sa victoire au tournoi de Mérida (Mexique) et sa deuxième place au tournoi de Wijk aan Zee en janvier 2001 derrière Kasparov.
Le 1er avril 2006, profitant de sa victoire au tournoi de Wijk aan Zee en janvier 2006, Anand franchit la barre des 2 800 au classement Elo pour la première fois avec 2 805 points Elo.
Le 1er avril 2007, grâce à sa victoire au tournoi de Morelia-Linares en mars 2007, il prit la tête du classement mondial  pour la première fois dans sa carrière. En octobre 2007, après sa victoire au championnat du monde de Mexico, il franchit la barre des 2 800 au classement Elo pour la seconde fois avec 2 801 points.
Au 1er mars 2011, il atteignit le classement Elo le plus élevé de sa carrière avec 2 817 points et occupa la première place du classement mondial jusqu'en mai 2011.

## Palmarès

### Tournois et matchs à cadence lente
Les tables suivantes donnent les résultats et les scores de Viswanathan Anand dans les tournois et les matchs. La notation (+3 –1 =7) signifie : trois victoires, une défaite et sept parties nulles.

#### Compétitions de jeunes: champion du monde junior
En 1982, à Salem (Tamil Nadu), Viswanathan Anand, âgé de douze ans, remporta le championnat junior de l'état de Tamil Nadu avec 6 points sur 7. En décembre 1982, il finit cinquième du championnat national cadets.
En 1983, il remporta le championnat national cadet (moins de 16 ans) en remportant toutes ses parties (9/9).
En 1985, après sa deuxième victoire consécutive au championnat d'Asie junior, il devint le plus jeune maître international d'Asie.
| Année | Vainqueur | Deuxième à seizième |
| ----- | --- | --- |
| 1982  | Championnat junior de l'état de Tamil Nadu (6/7)                                                                              | Championnat d'Inde cadets (5e) |
| 1983  | Championnat d'Inde cadets : 9 / 9                                                                                             | |
| 1984  | Championnat d'Inde junior : 7,5 / 9Londres (tournoi Lloyds junior)Championnat d'Asie junior : 7,5 / 9 (+7 −1 =1) (Coimbatore) | Championnat du monde cadets (moins de 16 ans, 2e-4e) : 8 / 11 (Champigny-sur-Marne, tournoi remporté par Dreïev devant Piket) (Anand troisième au départage devant Ivantchouk)Championnat du monde junior (10e-15e) : 7,5 / 13 (+6 −4 =3) (Kiljava, victoire de Hansen devant Dreïev) |
| 1985  | Championnat d'Asie junior (Hong Kong) : 8,5 / 11Londres (tournoi Lloyds junior)                                               | Championnat du monde junior (4e-9e) : 8,5 / 13 (+6 −2 =5) (Charjah, victoire de Maxim Dlugy) |
| 1986  | Championnat d'Inde junior | Oakham (tournoi junior, 2e-5e) : 6 / 9 (+4 −1 =4)Championnat du monde junior (6e-9e) : 8,5 / 13 (+5 −1 =7) (Gausdal, victoire de Arencibia) |
| 1987  | Championnat du monde junior (Baguio) : 10 / 13 (+7 =6)                                                                        | |
| 1990  | Festival de Manchester-Prestwich : 7,5 / 11 (match-tournoi par équipes junior)                                                | Oakham (tournoi junior, 6e-10e) : 6 / 9 (+4 −1 =4) |

#### 1983 à 1989: champion d'Inde et vainqueur à Wijk aan Zee
En 1983, à treize ans, Anand fut invité à participer au championnat national (adultes) dans le groupe B (accession) où il finit quatrième et se qualifia pour le championnat national A de janvier 1984.
Son premier classement Elo fut publié en janvier 1984 (2 285 points). Anand entra dans le top 100 en janvier 1988 (avec 2 520 points).
En 1989, à dix-neuf ans, Anand remporta son premier grand tournoi adulte à Wijk aan Zee. La même année, il marqua seulement 3,5 points sur 9 lors du très fort open GMA de Moscou (+2 -4 =3). L'année suivante, lors du tournoi interzonal de Manille, il se qualifia pour les matchs des candidats au championnat du monde. En 1991, Anand perdit son match de quart de finale des candidats contre Karpov. À la fin de l'année, il remporta le tournoi de Reggio d'Émilie 1991-1992 en devançant les meilleurs joueurs mondiaux (Kasparov, Karpov, Guelfand et Ivantchouk). En juillet 1991, il fit son entrée dans les dix premiers mondiaux.
| Année | Vainqueur | Autres tournois |
| ----- | --- | --- |
| 1983  | Madras (Indian Bank open)Sivakasi (mémorial Rathina Nadar) | Championnat d'Inde, groupe B (4e) |
| 1984  | Titre de maître international | Championnat d'Inde (4e-5e) : 9,5 / 16 (Ahmedabad, victoire de Thipsay) Open de Londres (tournoi Lloyds) (6e-10e) : 6,5 / 9 (victoire de Spassky, Chandler, Kudrin, Miles et Nunn)Championnat du grand Londres (2e -6e après Nunn)Olympiade de Thessalonique (8e au 4e échiquier) : 7,5 / 11 (+6 −2 =3) |
| 1985  | Calicut | Championnat d'Inde (Tenali) (2e-5e après Thipsay) : 10,5 / 17New Delhi (5e ex æquo) : 7 / 11Open de Londres (tournoi Lloyds, 13e-15e) : 5,5 / 9 |
| 1986  | Championnat d'Inde (Bombay) : 12 / 18Championnat Arabie-Asie (Doha) : 6,5 / 9Championnat d'Asie par équipes (Dubaï) (1er au 4e échiquier) : 7 / 8 (+ 7 −1 =0)                                                                         | Calcutta (3e-4e) : 9 / 13 ( (+7 −2 =4) (tournoi TATA Steel, victoire de Agzamov) Delhi–Bhilwara (5e-6e) : 6 / 11 Philadelphie (World Open, 8e-19e) : 6,5 / 9 (victoire de De Firmian)Londres (tournoi Lloyds, 6e-7e) : 6 / 9Olympiade de Dubaï (7e au 1er échiquier) : 7,5 / 11 (+6 −2 =3) |
| 1987  | Championnat d'Inde (Tumkur)(Londres, match Londres-Swansea) Match contre J. Levitt : 2,5–1,5 (+1 −0 =3)Coimbatore : 10,5 / 13 (+8 =5) (ex æquo avec Zaïtchik) (troisième norme de grand maître international)                         | Moscou B (5e-7e) : 7,5 / 14 (+5 −4 =5) (victoire de Kaidanov) Londres (tournoi Lloyds) (7e-14e) : 7 / 10 (+5 −1 =4)Philadelphie (World Open, 14e-26e) : 6 / 10 (+6 −4, victoire de Goulko)Frounze (3e) : 8,5 / 13 (+5 −1 =7) (victoire de Malaniouk devant Timotchenko) Delhi (2e-3e) : 8 / 11 (victoire de Csom devant Vaïsser) |
| 1988  | Championnat d'Inde (Neyveli) : 14,5 / 19 (+11 −1 =7) | Open de Lugano (33e-54e) : 5,5 / 9 (victoire de Psakhis, 222 joueurs)Tournoi de Bienne B (5e-6e) : 5,5 / 11 (+2 −2 =7) (tournoi remporté par Zapata)Championnat de Grande-Bretagne (15e-21e) : 6,5 / 11 (+5 −3 =3) (Blackpool, victoire de Mestel)Olympiade de Thessalonique (8e au 1er échiquier) : 8,5 / 12 (+5 =7)Belgrade (open GMA) (16e-41e) : 6 / 9 (+4 −1 =4) (victoire de Hulak au départage, 258 joueurs)1988-1989 : Reggio d'Émilie (7e-8e) : 4 / 9 (+2 –3 =4) (victoire de M. Gourevitch devant Georgiev et Andersson) |
| 1989  | Wijk aan Zee (1er-4e) : 7,5 / 13 (+4 −2 =7) (ex æquo avec Sax, Ribli et Nikolic)Cannes : 6,5 / 10 (+4 −1 =5) (Match-tournoi seniors contre jeunes)Championnat d'Asie par équipes (Genting Highlands, Malaisie, 1er échiquier) : 7 / 7 | Groningue (2e après Rogers) : 5,5 / 9 (+3 −1 =5)Palma de Majorque (open GMA) (4e-15e) : 6,5 / 9 (+4 =5) (tournoi remporté par Guelfand devant Kamsky et Miles) |

#### 1990 à 1995: candidat au championnat du monde
En 1992, le tournoi de Tilbourg était un tournoi à élimination directe avec 111 participants. Anand fut éliminé au troisième tour par Tiviakov lors des parties rapides de départage.
| Année | Vainqueur | Autres tournois |
| ----- | --- | --- |
| 1990  | Doha (tournoi zonal) : 9 / 11 (+7 =4) Open de Manille (Far East Bank) : 9,5 / 10 (ex æquo avec Djuric) New Delhi (ex æquo avec Kamsky) : 8 / 11 (+6 −1 =4) | Wijk aan Zee (7e-10e) : 6,5 / 13 (+3 −3 =7) (victoire de John Nunn)Open de Rome (8e-9e) : 6 / 9 (+4 −1 =4, victoire de Tony Miles)Tournoi interzonal (Manille) (3e-4e) : 8,5 / 13 (+6 −2 =5) (victoire de Ivantchouk et Guelfand) Open d'Amsterdam (tournoi OHRA-B, 3e-8e) : 5,5 / 9 (+4 −2 =3) (victoire de Toukmakov et J. Polgar)Olympiade de Novi Sad : 7,5 / 12 (+5 −2 =5) |
| 1991  | (Madras) Match des candidats contre Dreïev (huitième de finale) : 4,5–1,5 (+4 −1 =1) 1991-1992 : Reggio d'Émilie : 6 / 9 (+4 −1 =4) | Linares (9e-11e) : 6 / 13 (+4 −5 =4) (victoire de Ivantchouk devant Kasparov) Munich (7e) : 7 / 13 (+5 −4 =4) (victoire de Larry Christiansen)(Bruxelles) Match des candidats contre Karpov : 3,5–4,5 (+1 −2 =5)Tilbourg (3e) : 8 / 14 (+6 −4 =4) (victoire de Kasparov devant Short)                                                                                           |
| 1992  | Open de Calcutta (1er-4e) : 8 / 11 (+6 -1 =4)Amsterdam : 3,5 / 6 (+1 =5) (mémorial Euwe), ex æquo avec Short)(Linares) Match contre Ivantchouk : 5–3 (+3 -1 =4)Moscou : 4,5 / 7 (+3 -1 =3) (ex æquo avec Guelfand)                                                  | Linares (5e-7e) : 7 / 13 (+3 -2 =8) (victoire de Kasparov devant Ivantchouk, Timman et Karpov) Dortmund (4e) : 5 / 9 (+2 -1 =6) (victoire de Kasparov devant Ivantchouk et Bareïev) |
| 1993  | Amsterdam (1er-3e) : 3,5 / 6 (+2 -1 =3) (VSB, mémorial Max Euwe, ex æquo avec Kramnik et Short)Madrid (1er-3e) : 6,5 / 9 (+4 =5) (ex æquo avec Kramnik et Topalov)Tournoi de sélection PCA (ex æquo avec Adams) (Groningue) : 7,5 / 11 (+4 =7)                      | Linares (2e-3e) : 8,5 / 13 (+6 -2 =5) (tournoi remporté par Kasparov devant Karpov)Las Palmas (2e-3e) : 5,5 / 9 (+2 =7) (tournoi remporté par Morovic devant Khalifman) Bienne : tournoi interzonal FIDE (10e) : 8 / 13 (+4 -1 =8) (tournoi remporté par Guelfand) |
| 1994  | Tournoi des candidats FIDE (huitième de finale) : (Wijk aan Zee) Match contre Youssoupov : 4,5–2,5 (+3 −1 =3) 1994-1995 : tournoi des candidats PCA : (New York) Match contre Romanichine : 5–2 (+3 -0 =4), (Linares) Demi-finale contre Adams : 5,5–1,5 (+4 -0 =3) | Linares (7e-9e) : 6,5 / 13 (+4 -4 =5) (tournoi remporté par Karpov)Tournoi des candidats FIDE (quart de finale) : (Sanghi Nagar) Match contre Kamsky : 4–4 (+2 −2 =4 et 0-2)Buenos Aires (2e derrière Salov) : 8,5 / 14 (+5 -2 =7) |
| 1995  | (Las Palmas) Finale contre Kamsky : 6,5–4,5 (+3 -1 =7) | Riga (mémorial Tal) (2e derrière Kasparov) : 7 / 10 (+5 -1 =4)Championnat du monde PCA contre Kasparov (New York) : 7,5−10,5 (+1 -4 =13) |

#### 1996-1999: vice-champion du monde
En 1997-1998, Anand remporta les tournois de Dos Hermanas, Bienne, Belgrade, Wijk aan Zee, Linares (devant Kasparov), Madrid et Tilbourg et reçut l'oscar des échecs deux fois de suite, devenant le premier joueur depuis 1985 à devancer Kasparov dans le vote des journalistes. Le 16 avril 1997, Anand remporta une partie simultanée à la pendule contre six ordinateurs à La Haye (victoire 4 à 2, exhibition sponsorisée par Aagon).
En 1999, Anand reçut l'oscar des échecs pour l'année 1998, après avoir reçu celui pour l'année 1997 : Kasparov n'avait participé qu'à un seul tournoi en 1998, celui de Linares où il fut devancé par Anand.
| Année | Vainqueur | Deuxième à dixième |
| ----- | --- | --- |
| 1996  | Dortmund : 7 / 9 (+5 =4) (ex æquo avec Kramnik, 2e au départage) | Wijk aan Zee (2e derrière Ivantchouk) : 8 / 13 (+5 -2 =6) Amsterdam (mémorial Max Euwe, 3e-4e) : 5 / 9 (+3 -2 =4) (tournoi remporté par Topalov et Kasparov devant Short)Dos Hermanas (3e-4e) : 5,5 / 9 (+4 -2 =3) (tournoi remporté par Topalov et Kramnik devant Kasparov)Las Palmas (2e derrière Kasparov) : 5,5 / 10 (+2 -1 =7) |
| 1997  | Dos Hermanas : 6 / 9 (+3 =6) (ex æquo avec Kramnik)(León) Match contre Illescas : 4,5–1,5 (+3 -0 =3)Festival de Bienne : 7 / 10 (+5 -1 =4)Belgrade : 6 / 19 (+4 -1 =4) (ex æquo avec Ivantchouk)                      | Linares (6e) : 5,5 / 11 (+2 -2 =7) (victoire de Kasparov devant Kramnik, Adams, Topalov et J. Polgar) Dortmund (2e derrière Kramnik) : 5,5 / 9 (+3 -1 =5) |
| 1997  | Groningue (tournoi de sélection FIDE) (+7 =7 en parties classiques, finale contre Adams) | |
| 1998  | | championnat du monde FIDE 1997-1998 : (Lausanne) Finale contre Karpov : 3-3 (0-2 au départage) |
| 1998  | Wijk aan Zee : 8,5 / 13 (+5 -1 =7) (ex æquo avec Kramnik)Linares : 7,5 / 12 (+4 -1 =7) (tournoi remporté devant Chirov, Kasparov et Kramnik)Madrid : 6,5 / 9 (+4 =5) Tilbourg (tournoi Interpolis) : 7,5 / 11 (+4 =7) | Dortmund (6e-8e) : 4 / 9 (+0 -1 =8) (victoire de Kramnik au départage devant Svidler et Adams) |
| 1999  | | Wijk aan Zee (2e après Kasparov) : 9,5 / 13 (+6 =7) Linares (2e-3e) : 8 / 14 (+3 -1 =10) (victoire de Kasparov devant Kramnik)Dos Hermanas (8e-10e) : 3,5 / 9 (+0 -2 =7) (victoire de Adams devant Kramnik, Illescas, Topalov et Karpov)Dortmund (3e-5e) : 4,5 / 7 (+2 =5) (victoire de Leko devant Kramnik)                        |

#### 2000-2006: champion du monde FIDE
En 2005, Kasparov remporta le tournoi de Linares devant Topalov, puis se retira de la compétition. Topalov remporta les tournois de Sofia (Mtel) et le championnat du monde FIDE. Anand fut également devancé par Leko au tournoi de Wijk aan Zee. En 2006, Anand remporta le mémorial Tal (tournoi blitz).
| Année | Vainqueur | Deuxième à huitième |
| ----- | --- | --- |
| 2000  | | Wijk aan Zee (2e-4e) : 8 / 13 (+3 =10) (tournoi remporté par Kasparov devant Kramnik et Leko) Linares (3e-6e) : 4,5 / 10 (+1 -2 =7) (victoire de Kasparov et Kramnik devant Leko, Khalifman et Chirov) |
| 2000  | Dortmund : 6 / 9 (+4 -1 =4) (ex æquo avec Kramnik, 2e au départage)Coupe du monde FIDE (Shenyang) : 8 / 11 (+5 =6) en parties classiquesChampionnat du monde FIDE (New Delhi, finale disputée à Teheran) (+7 =9 en parties classiques) | |
| 2001  | Mérida (Mexique) : 4,5 / 6 (+3 =3)León (tournoi Advanced Chess) : 6 / 10 | Wijk aan Zee (2e derrière Kasparov) : 8,5 / 13 (+4 =9)Dortmund (6e) : 3 / 10 (+0 -4 =6) (victoire de Kramnik devant Topalov)Championnat du monde FIDE (demi-finaliste contre Ivantchouk) (Moscou) : 11 / 18 (+6 -2 =6 en parties classiques, +2 =2 en rapides) (victoire en finale de Ponomariov sur Ivantchouk) |
| 2002  | Coupe du monde FIDE (Hyderabad) : 9,5 / 15 (+4 -1 =6 en parties classiques) | Linares (3e-5e) : 6 / 12 (+1 -1 =10) (victoire de Kasparov devant Ponomariov, Ivantchouk et Adams) |
| 2003  | Wijk aan Zee : 8,5 / 13 (+4 =9) | Linares (3e-4e) : 6,5 / 12 (+3 -2 =7) (victoire de Leko et Kramnik devant Kasparov)Dortmund (2e-3e derrière Bologan) : 5,5 / 10 (+3 -2 =5) |
| 2004  | Wijk aan Zee : 8,5 / 13 (+5 -1 =7)Dortmund (+2 = 8 en parties classiques) | Olympiade de Calvie : 8 / 11 (+5 =6) (2e meilleure performance Elo derrière Baadur Jobava) |
| 2005  | | Wijk aan Zee (2e derrière Leko) : 8 / 13 (+4 -1 =8)Linares (3e après Kasparov et Topalov) : 6,5 / 12 (+2 -1 =9)Sofia (tournoi Mtel, 2e derrière Topalov) : 5,5 / 10 (+2 -1 =7)Championnat du monde FIDE (2e-3e) : 8,5 / 14 (+5 -2 =7) (San Luis, tournoi remporté par Topalov devant Svidler)                    |
| 2006  | Wijk aan Zee : 9 / 13 (+6 -1 =6) (ex æquo avec Topalov) | Sofia (3e) : 5,5 / 10 (+3 -2 =5) (tournoi Mtel remporté par Topalov devant Kamsky) |

#### 2007-2013: champion du monde (titre unifié)
En avril 2007, après sa victoire à Linares, Anand occupa pour la première fois la première place du classement mondial. À la fin de l'année, en octobre, il redevenait champion du monde à Mexico pour la deuxième fois. En juin 2013, il termina 8e-9e et avant-dernier (avec 3,5 points sur 9) du mémorial Tal à Moscou remporté par Boris Guelfand. Il perd le titre de champion du monde en novembre 2013 face à Carlsen.
| Année | Vainqueur | Deuxième à sixième |
| ----- | --- | --- |
| 2007  | Morelia–Linares : 8,5 / 14 (+4 -1 =9) Championnat du monde (Mexico) : 9 / 14 (+4 =10)                                                     | Wijk aan Zee (5e) : 7,5 / 13 (+4 −2 =7) (victoire de Aronian, Topalov et Radjabov devant Kramnik)Dortmund (2e-4e) : 4 / 7 (+1 =6) (tournoi remporté par Kramnik devant Alekseev et Lékó) |
| 2008  | Morelia–Linares : 8,5 / 14 (+4 −1 =9)Championnat du monde contre Kramnik (Bonn) : 6,5–4,5 (+3 −1 =7)                                      | Wijk aan Zee (3e-4e) : 7,5 / 13 (+3 −1 =9) (victoire de Carlsen et Aronian devant Radjabov)Bilbao (6e) : 4 / 10 (+0 −2 =8) (victoire de Topalov devant Carlsen, Aronian et Ivantchouk) |
| 2009  | | Linares (4e) : 7 / 14 (+2 −2 =10) (victoire de Grichtchouk devant Ivantchouk et Carlsen)Moscou (mémorial Tal) (4e-5e) : 5 / 9 (+2 −1 =6) (victoire de Kramnik) |
| 2010  | Championnat du monde contre Topalov (Sofia) : 6,5–5,5 (+3 −2 =7)Londres (1er-3e) : 4,5 / 7 (+2 =5) (2e-3e au départage, derrière Carlsen) | Wijk aan Zee (4e-5e) : 7,5 / 13 (+2 =11) (victoire de Carlsen devant Chirov, Kramnik et Nakamura)Bilbao (2e derrière Kramnik) : 3,5 / 6 (+1 =5)Nankin (2e derrière Carlsen) : 6 / 10 (+3 −1 =6) |
| 2011  | | Wijk aan Zee (2e derrière Nakamura) : 8,5 / 13 (+4 =9)Sao Paulo-Bilbao (3e-5e) : 12 / 30 (+2 −2 =6) (victoire de Carlsen devant Ivantchouk, Nakamura et Aronian)Moscou (mémorial Tal) (6e-7e) : 4,5 / 9 (+0 −0 =9) (victoire de Aronian et Carlsen)Londres (5e-6e) : 9 / 24 (+1 –1 =6) (victoire de Kramnik devant Nakamura, Carlsen et McShane)                                                                             |
| 2012  | Championnat du monde contre Guelfand (Moscou) : 6–6 (+1 −1 =10) en parties lentes, 2,5–1,5 (+1 =3) lors du départage rapide               | Sao Paulo-Bilbao (5e) : 9 / 30 (+0 −1 =9) (victoire de Carlsen devant Caruana, Aronian et Kariakine)Londres (5e) : 9 / 24 (+1 –1 =6) (victoire de Carlsen devant Kramnik, Nakamura et Adams) |
| 2013  | Baden-Baden (tournoi Grenke) : 6,5 / 10 (+3 =7)                                                                                           | Wijk aan Zee (3e-4e) : 8 / 13 (+4 –1 =8) (victoire de Carlsen devant Aronian et Kariakine)Zurich (2e après Caruana) : 3 / 6 (+1 –1 =4)Paris-Saint-Pétersbourg (3e) : 5 / 9 (+2 –1 =6) (mémorial Alekhine, victoire de Aronian devant Guelfand)Stavanger (tournoi Norway Chess, 4e-6e : 5 / 9 (+3 –2 =4) (victoire de Kariakine devant Carlsen et Nakamura)Championnat du monde contre Carlsen (Chennai) : 3,5–6,5 (+0 −3 =7) |

#### Depuis 2014: ancien champion du monde
En février 2016, Anand, qui était dans sa préparation pour le tournoi des candidats, termina le tournoi de Gibraltar à la 41e place avec seulement 6,5 points sur 10 (+5 −2 =3).
| Année | Vainqueur | Deuxième à quatorzième |
| ----- | --- | --- |
| 2014  | Tournoi des candidats (Khanty-Mansiïsk) : 8,5 / 14 (+3 =11)Masters de Bilbao : 11 / 18 (+3 −1 =2)Londres (1er au départage) : 7 / 15 (+1 =4) (ex æquo avec Kramnik et Giri) | Zurich (5e) : 5 / 15 (4 / 10 (+1 −2 =2) en parties lentes) (1/5 en parties rapides, victoire de Carlsen) Championnat du monde contre Carlsen (Sotchi) : 4,5-6,5 (+1 −3 =7) |
| 2015  | Zurich (tournoi classique) : 4 / 5 (+3 =2) | Baden-Baden (7e) : 2,5 / 7 (+1 −3 =3) (victoire de Carlsen devant Naiditsch)Şəmkir (2e) : 6 / 9 (+3 =6) (mémorial Gashimov, victoire de Carlsen)Stavanger-Sandnes (2e-3e) : 6 / 9 (+3 =7) (Norway Chess, victoire de Topalov devant Nakamura)Saint-Louis (9e) : 3,5 / 9 (+0 −2 =7) (Coupe Sinquefield, victoire de Aronian)Masters de Bilbao (3e-4e) 5 / 18 (+0 −1 =5, victoire de W. So)Londres (9e) : 5 / 9 (+2 –1 =6) (victoire de So) |
| 2016  | Saint-Louis (Showdown) : 3,5 / 6 (+1 =5) (tournoi classique, ex æquo avec Topalov)                                                                                          | Tournoi des candidats (2e-3e) : 7,5 / 14 (+4 −3 =7) (Moscou, victoire de Kariakine devant Caruana)Saint-Louis (2e-5e) : 5 / 9 (+1 =8) (Coupe Sinquefield, victoire de Wesley So)Moscou (3e-4e) : 5 / 9 (+2 –1 =6) (mémorial Tal remporté par Nepomniachtchi)Londres (3e-5e) : 3,5 / 9 (+1 –3 =5) (victoire de Carlsen) |
| 2017  | | Zurich (3e, victoire de Nakamura) (+4 –2 =1 dans les parties à cadence « New Classical »)Stavanger (7e-9e) : 4 / 9 (+1 –2 = 6) (tournoi Norway Chess, victoire de Aronian)Saint-Louis (2e-3e) : 5,5 / 9 (+2 =7) (Coupe Sinquefield, victoire de Vachier-Lagrave)Open de l'île de Man (2e-3e) : 7 / 9 (+5 =4) (victoire de Carlsen devant Nakamura) |
| 2018  | | Wijk aan Zee (5e-6e) : 8 / 13 (+4 –1 = 8) (victoire de Carlsen)Karlsruhe et Baden-Baden (7e-9e) : 3,5 / 9 (+0 –2 = 7)Stanvanger (2e-4e) : 4,5 / 8 (+2 –1 =5) (tournoi Norway Chess, victoire de Caruana)Saint-Louis (5e-7e) : 4,5 / 9 (=9) (Coupe Sinquefield, victoire de Aronian, Carlsen et Caruana)Open de l'île de Man (10e-28e) : 6 / 9 (+3, =6) (victoire de Wojtaszkek devant Naiditsch) |
| 2019  | | Wijk aan Zee (3e-5e) : 7,5 / 13 (+3 –1 = 9) (victoire de Carlsen)Şəmkir (4e-6e) : 4,5 / 9 (+2 –2 =5) (mémorial Gashimov, victoire de Carlsen)Karlsruhe et Baden-Baden (5e-7e) : 4,5 / 9 (+2 –2 = 5) (victoire de Carlsen)Stavanger (Norway Chess, 7e-8e) : 8 / 18 (4 / 9 en parties classiques, victoire de Carlsen)Zagreb (Grand Chess Tour Croatie, 9e-11e) : 4,5 / 11 (+ 0 –2 =9, victoire de Carlsen)Saint-Louis (3e-4e) : 6 / 11 (+1 =10) (Coupe Sinquefield, victoire de Carlsen et Ding)Open FIDE de l'île de Man (14e-42e) : 6,5 / 11 (+4 –2 =5) (victoire de Wang Hao devant Caruana) |
| 2020  | | Wijk aan Zee (6e-9e) : 6,5 / 13 (+2 –2 = 9) (victoire de Caruana) |
| 2022  | | Stavanger (Norway Chess, 3e) : 14,5 / 27 (+2 –1 = 6 en parties classiques) (victoire de Carlsen) |

#### Résultats aux tournois de Wijk aan Zee
De 1989 à 2020, Anand a disputé vingt tournois et un match des candidats à Wijk aan Zee.
- 1989 : covainqueur avec Nikolić, Ribli et Sax
- 1990 : 7e-10e
- 1994 : vainqueur du match des candidats contre Youssoupov
- 1996 : deuxième après Ivantchouk
- 1998 : seul vainqueur
- 1999 : deuxième après Kasparov
- 2000 : 2e-4e après Kasparov
- 2001 : deuxième après Kasparov
- 2003 : seul vainqueur
- 2004 : seul vainqueur
- 2005 : deuxième après Leko
- 2006 : seul vainqueur
- 2007 : cinquième
- 2008 : 3e-5e
- 2010 : 4e-5e
- 2011 : deuxième après Nakamura
- 2013 : 3e-4e
- 2018 : 5e-6e
- 2019 : 3e-5e
- 2020 : 6e-9e

#### Résultats aux coupes du monde et championnats du monde à élimination directe
| Année | Lieu                             | Résultat       | Ultime adversaire  | Adversaires battus                                                                                   | Notes                                                                 |
| ----- | -------------------------------- | -------------- | ------------------ | --- | --------------------------------------------------------------------- |
| 1997  | Groningue                        | Vainqueur      | Michael Adams      | Predrag Nikolić, Aleksandr Khalifman, Zoltán Almási, Alexeï Chirov, Boris Guelfand, Michael Adams    | Tournoi de sélection pour le championnat du monde 1998                |
| 2000  | Shenyang (Coupe du monde)        | Vainqueur      | Ievgueni Bareïev   | Vassili Ivantchouk, Boris Guelfand Ievgueni Bareïev                                                  | Première coupe du monde FIDE                                          |
| 2000  | New Delhi (Championnat du monde) | Vainqueur      | Alexeï Chirov      | Viktor Bologan, Smbat Lputian, Bartłomiej Macieja, Aleksandr Khalifman, Michael Adams, Alexeï Chirov | Anand devient champion du monde de la Fédération indternationale 2000 |
| 2001  | Moscou (Championnat du monde)    | demi-finaliste | Vassili Ivantchouk | Olivier Touzane, Peter Heine Nielsen, Vladislav Tkachiev, Alekseï Dreïev, Alexeï Chirov              | Anand perd son titre de champion du monde FIDE                        |
| 2002  | Hyderabad (Coupe du monde)       | Vainqueur      | Rustam Qosimjonov  | Vladimir Malakhov, Alekseï Dreïev Rustam Qosimjonov                                                  | Deuxième coupe du monde FIDE                                          |
| 2017  | Tbilissi (Coupe du monde)        | deuxième tour  | Anton Kovalyov     | Yeoh Li Tian                                                                                         | Coupe du monde FIDE qualificative pour le tournoi des candidats 2018  |

### Compétitions  rapides, éclair, à l'aveugle ou avec ordinateur
Source : John Nunn, Vishy Anand : World Chess Champion, Life and Games, Gambit publications, 2012.

#### Principaux succès
De 1997 à 2009, Anand remporta onze fois le tournoi de Francfort et Mayence rapide en treize participations, dont  sept fois de suite de 2002 à 2008.
De 2003 à 2007, Anand remporta quatre fois de suite le tournoi de Monaco (Amber) rapide et trois fois le classement combiné rapide + aveugle.
De 2000 à 2004, Anand remporta cinq fois de suite le tournoi rapide de Bastia (Corsica Masters).
En 2003 (au Cap d'Agde) et en 2017 (à Riyad), Anand remporta le championnat du monde de parties rapides.

#### Tournois Amber (aveugle et rapide (de 1992 à 2011)
Anand a remporté cinq fois le classement combiné : en 1994, 1997, 2003, 2005 et 2006. Il a fini cinq fois deuxième du classement combiné (en 1993, 1995, 1996, 2007 et 2009).
- 1992 (Roquebrune, premier tournoi Melody Amber) : deuxième du tournoi rapide (13,5/22) derrière Ivantchouk ; cinquième ex æquo du tournoi de blitz (7/13)
- 1993 : vainqueur du tournoi Melody Amber à l'aveugle (ex æquo avec Karpov), 2e du classement combiné (aveugle + rapide)
- 1994 : vainqueur des tournois Melody Amber rapide (ex æquo avec Kramnik), aveugle et combiné
- 1995 : deuxième des tournois aveugle, rapide (ex æquo avec Ivantchouk) et combiné
- 1996 : vainqueur du tournoi Melody Amber rapide (ex æquo avec Ivantchouk), deuxième des tournois aveugle et combiné
- 1997 : vainqueur des tournois Amber aveugle, rapide et combiné
- 1998 : deuxième du tournoi rapide[25]
- 1999 : vainqueur du tournoi Amber rapide, quatrième du classement combiné
- 2000 : 2e-3e du tournoi aveugle
- 2001 : troisième du classement combiné
- 2002 : absent du tournoi
- 2003 : vainqueur du tournoi Amber combiné, 2e-3e des tournois aveugle et rapide
- 2004 : vainqueur du tournoi Amber rapide : 7,5 / 11 ; troisième du classement combiné,
- 2005 : vainqueur des tournois Amber aveugle, rapide et combiné,
- 2006 : vainqueur des tournois Amber rapide et combiné (aveugle et rapide, ex æquo avec Morozevitch), deuxième du tournoi aveugle
- 2007 : vainqueur du tournoi Amber rapide, deuxième du classement combiné
- 2008 (Nice) : septième du classement combiné
- 2009 (Nice) : vainqueur du tournoi Amber rapide (ex æquo avec Aronian et Kamsky), 2e-3e du classement combiné
- 2010 (Nice) : absent du tournoi
- 2011 (Monte-carlo) : deuxième du tournoi aveugle, troisième du tournoi combiné

#### Grands Prix PCA (de 1994 à 1996)
1994
- Demi-finaliste du tournoi PCA de New York, éliminé par Kasparov
- Londres : grand prix PCA rapide : perd en finale contre Ivantchouk (1-1, puis 1,5-1,5 en blitz)
- Moscou : grand Prix PCA rapide, vainqueur, bat Kramnik en finale

1995
- Demi-finaliste du tournoi PCA de Paris, éliminé par Kasparov
- Londres : demi-finaliste du tournoi PCA, éliminé par Dreïev
- Moscou : grand prix PCA rapide : perd en finale contre Ivantchouk

1996
- Genève, Grand Prix Crédit Suisse rapide : vainqueur, bat Kasparov en finale
- Moscou : demi-finaliste du tournoi PCA de Moscou, éliminé par Kasparov

#### Tournois rapides de Francfort et Mayence (de 1997 à 2009)

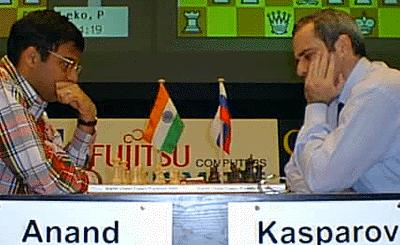
Anand face à Kasparov à Francfort (tournoi rapide) en 2000.

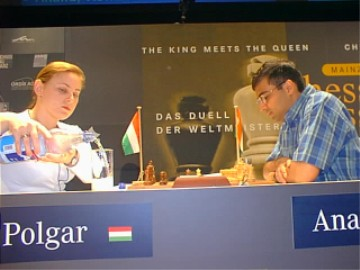
J. Polgar face à Anand à Mayence en 2003.

- 1997 (Francfort rapide) : bat Karpov en finale
- 1998 (Francfort) : vainqueur du tournoi toutes rondes rapide (devant Kramnik, Kasparov et Ivantchouk), puis bat Kramnik en finale
- 1999 : deuxième du tournoi rapide de Francfort (4 joueurs, victoire de Kasparov)
- 2000 (Francfort) : vainqueur du Fujitsu Siemens Giants (tournoi toutes rondes rapide, 6 joueurs), 1,5 point devant Kasparov et 2,5 points devant Kramnik
- 2001 (Mayence) : vainqueur du duel des champions contre Kramnik (match en dix parties) : 5–5 (+1 −1 =8, rapide), départage blitz : 1,5–0,5
- 2002 (Mayence, Chess classic rapide) : bat Ponomariov (match en 8 parties) : 4,5-3,5
- 2003 (Mayence, Chess classic rapide) : bat  J. Polgar (match en 8 parties) : 5-3
- 2004 (Mayence, Chess classic rapide) : bat  Chirov (match en 8 parties) : 5-3
- 2005 (Mayence, Chess classic rapide) : bat Grichtchouk (match en 8 parties) : 5-3
- 2006 (Mayence, rapide) : bat Teimour Radjabov (match en 8 parties) : 5-3
- 2007 (Mayence rapide, championnat Grenkeleasing) : bat Levon Aronian en finale (2,5-1,5)
- 2008 (Mayence rapide, championnat du monde Grenkeleasing) : bat Magnus Carlsen en finale (2,5-0,5)
- 2009 (Mayence) : troisième du tournoi à quatre (2,5 / 6)

#### Francfort: matchs contre les ordinateurs
- 1988 : Francfort, Siemens Nixdorf Duell : bat le logiciel d'échecs Fritz : 1,5–0,5,
- 1999 : Francfort : bat le logiciel Fritz 6 en match : 2,5–1,5

#### Magistral Ciudad deLeón(parties rapides ou avec ordinateur)
- 1997 : bat Illescas en match (cadence lente) : 4,5-1,5 (+3, =3)[26]
- 1999 : vainqueur du tournoi rapide (1 h par joueur) Ciudad de  León Advanced Chess (avec ordinateur) : match contre Karpov : 5-1 (+4 =2)
- 2000 : vainqueur du tournoi rapide Ciudad de Leon Advanced Chess (avec ordinateur) : bat J. Polgar, puis A. Chirov en finale
- 2001 : Vainqueur du tournoi rapide + blitz Ciudad de Leon, Advanced Chess (avec ordinateur) : bat P. Leko, puis A. Chirov en finale
- 2002 : Match Advanced Chess rapide (1 h par joueur) contre Kramnik : 2,5–3,5 (+0 -1 =5)
- 2005 (rapide) : bat Carlsen en demi-finale 3-1 (+2 =2) et bat Kasimdzhanov en finale 2,5-1,5
- 2006 (rapide) : bat Topalov en finale (2,5-1,5, +3 =1)
- 2007 (rapide) : bat Topalov en finale (3-1, +2 =2)
- 2008 (rapide) : battu par Ivantchouk en finale : 1,5-2,5
- 2011 : match semi-rapide (45 min) : bat Chirov 4,5–1,5 (+3 −0 =3)
- 2016 (rapide) : bat Wei Yi en finale : 2,5-1,5 (+1 =3)
- 2017 (rapide) : battu par Wesley So en finale : 2-2, puis 0,5-1,5 en départage

#### Corsican Masters rapide de Bastia

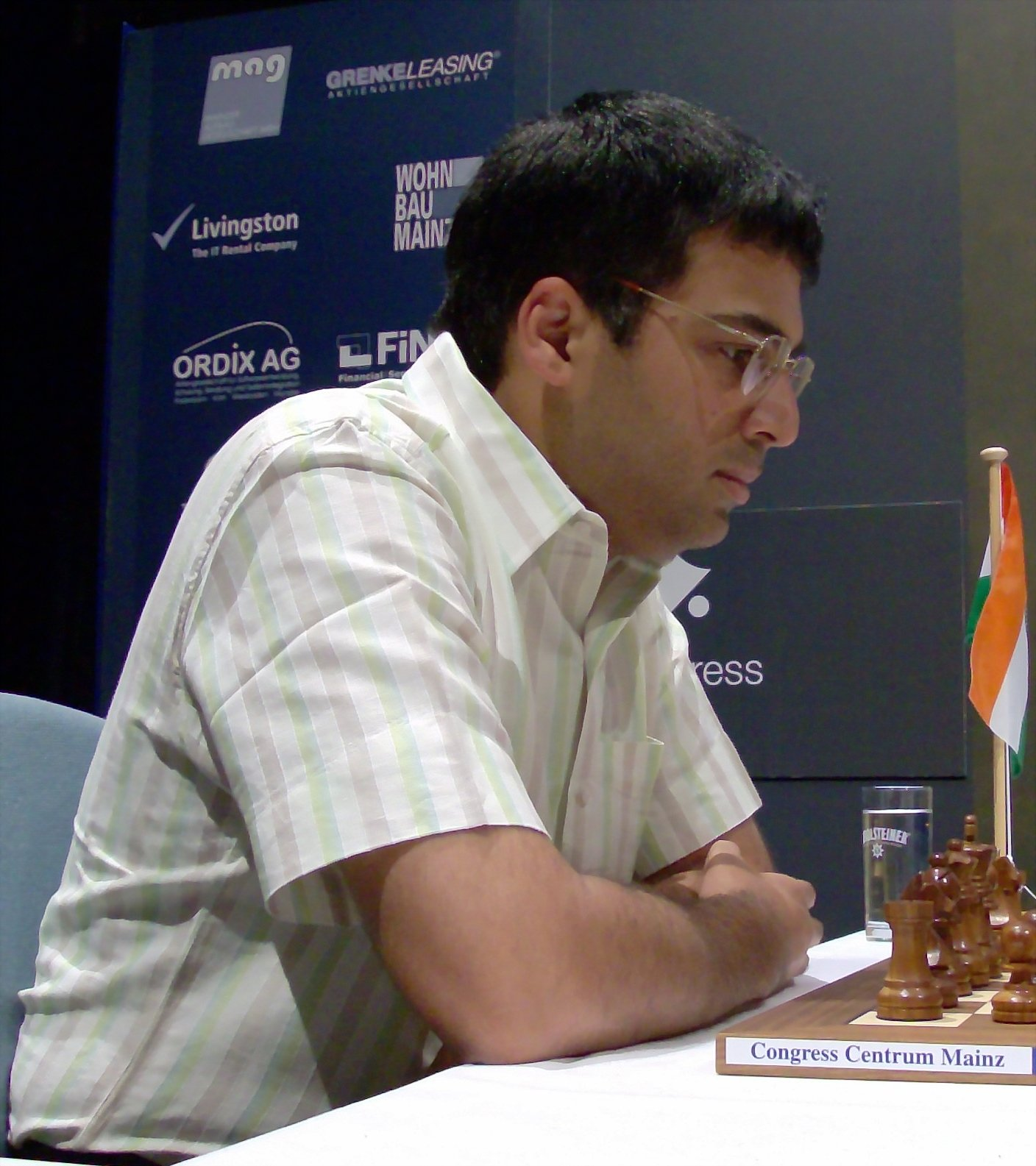
Viswanathan Anand en 2008.

- 2000 : vainqueur, bat Siniša Dražić en finale
- 2001 : vainqueur, bat Aleksandr Tchernine en finale après départage en blitz
- 2002 : vainqueur, bat en finale Karpov
- 2003 : vainqueur, bat Topalov en finale
- 2004 : vainqueur, bat Sergueï Roublevski en finale
- 2005 : finaliste, battu en finale par Vadim Milov, vainqueur du tournoi préliminaire de Venaco
- 2006 : finaliste, battu en finale par Rustam Qosimjonov
- 2009 : vainqueur d'un match rapide (à Bastia et Ajaccio) contre Karpov : 3,5–0,5
- 2011 : vainqueur, bat en finale Mamedyarov
- 2014 : éliminé en demi-finale par Sergueï Fedortchouk
- 2016 : finaliste, battu en finale par Maxime Vachier-Lagrave

#### Championnats du monde et coupes du monde rapides organisées par la FIDE
- 2002 (Dubaï) : Anand finit 9e sur 32 joueurs de la coupe du monde rapide (appelée aussi Grand Prix FIDE rapide) organisée par la FIDE en avril : 10 / 14 (+8 −2 =4), tournoi k. o. avec matchs de classement, cadence : 25 min + 10 s par coup[27].
- 2003 (Cap d'Agde) : champion du monde de parties rapides : bat Kramnik en finale
- 2014 (Dubaï) : troisième (médaille de bronze) au départage du championnat du monde de parties rapides, à égalité de points (10,5/15) avec Caruana (2e), derrière le champion du monde Carlsen (11/15).
- 2017 (Riyad) : champion du monde de parties rapides : bat Fedosseïev en départage

#### Championnats du monde de blitz et mémorial Tal de blitz
- 2006 (Moscou) : vainqueur du  mémorial Tal (blitz) : 23 / 34, vainqueur devant Aronian
- 2007 (Moscou) : deuxième après Ivantchouk du championnat du monde de blitz (également mémorial Tal de blitz) : 24,5 / 38.
- 2009 (Moscou) : deuxième après Carlsen du championnat du monde de blitz (également mémorial Tal de blitz) : 28 / 42 (+20 −6 =16).
- 2013 (Moscou) : deuxième-troisième du mémorial Tal en blitz remporté par Nakamura.
- 2017 (Riyad) : troisième (médaille de bronze) du championnat du monde de blitz, à égalité de points avec Kariakine (2e), derrière  Carlsen.

#### Tournois et matchs rapides disputés à Moscou
- 1994 : vainqueur du Grand Prix PCA
- 1995 : finaliste du Grand Prix PCA
- 1996 : demi-finaliste du Grand Prix PCA
- 2002 : match rapide Russie - Reste du monde : 5 / 9 (+2 –1 =6), victoire de l'équipe du Reste du monde
- 2007 : match rapide Advanced Chess avec ordinateurs contre Kramnik : égalité 1-1 (=2)
- 2011 : vainqueur du mémorial Botvinnik rapide : 4,5 / 6 (+3 =3) devant Kramnik, Aronian et Carlsen
- 2012 : départage du championnat du monde : vainqueur du match en parties rapides contre Boris Guelfand : +1 =3.
- 2018 : vainqueur du mémorial Tal en parties rapides : 6 / 9.

#### Tournois rapides et blitz disputés à Paris
- 1991 : demi-finaliste du tournoi Immopar rapide à Paris, éliminé par Timman
- 1992 : Anand perd la finale du tournoi Immopar à Paris contre Kasparov au départage en blitz.
- 1994 : éliminé au premier tour du tournoi PCA de Paris par Vaïsser (0-2)
- 1995 : demi-finaliste du tournoi PCA de Paris, éliminé par Kasparov
- 2019 (Grand Chess Tour) : deuxième du classement combiné rapide et blitz, 1er-3e du tournoi de blitz

#### Tournois rapides disputés à Londres
- 1994 : finaliste du Grand Prix PCA
- 1995 : demi-finaliste du Grand Prix PCA

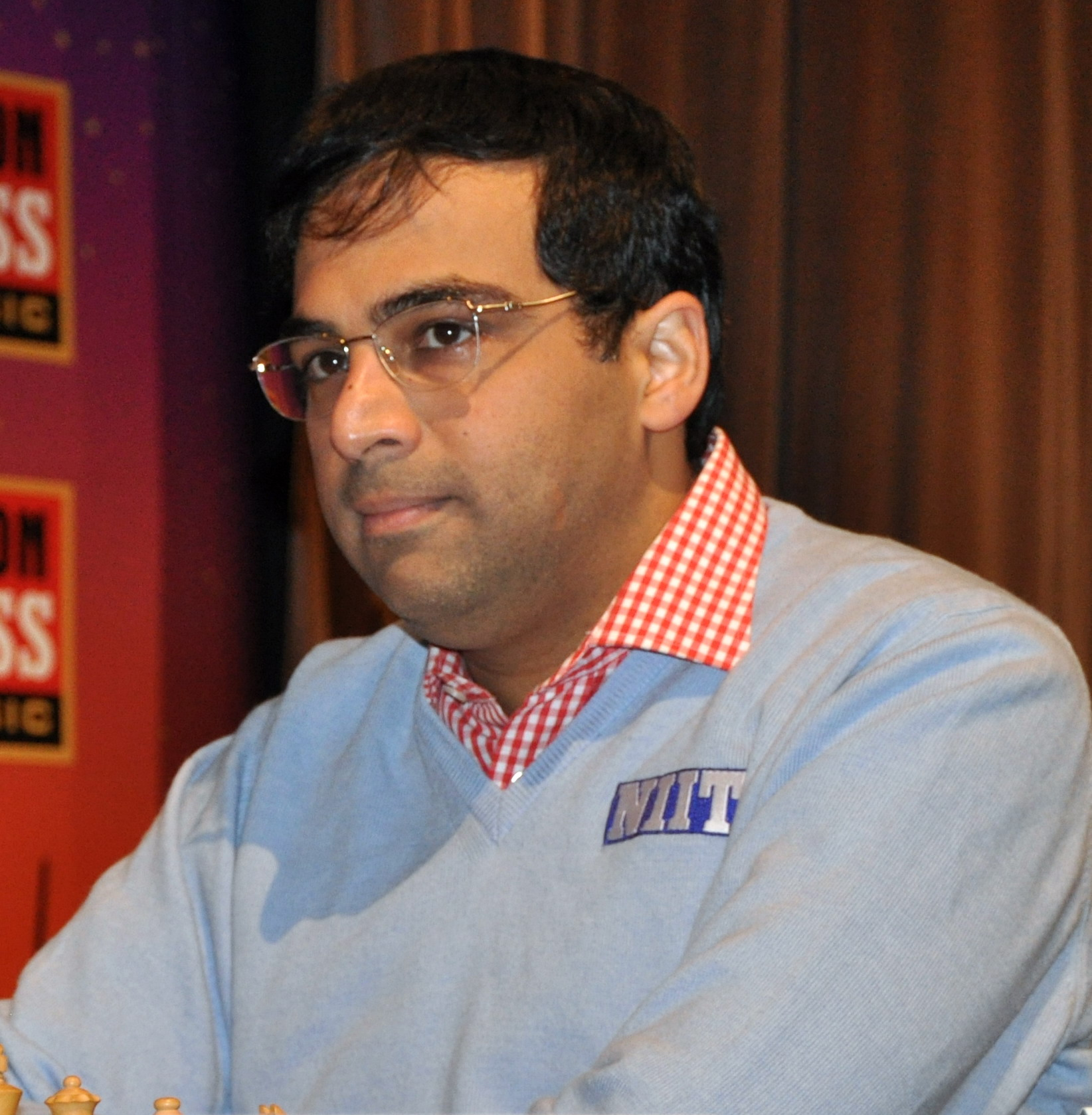
Anand à Londres en 2010.

- 2013 : Super 16 rapide : vainqueur du tournoi préliminaire A, puis éliminé en quart de finale par Kramnik (0,5-1,5)
- 2014 : quatrième du Super Rapidplay Open de Londres (victoire de Nakamura)

#### Open rapide deVillarrobledo
- 1996 : vainqueur[28] : 8 / 9
- 1998 : vainqueur[29] : 8 / 9
- 2001 : 7,5 / 9 (+6, =3), vainqueur au départage devant Chirov[30]
- 2006 : 7,5 / 9, vainqueur au départage devant Ivan Sokolov[31]

#### Tournois rapides et blitz disputés à Zurich
- 2009 (jubilé, tournoi rapide, 200e anniversaire du club de Zurich) : deuxième derrière Kramnik.
- 2014 (Chess Challenge) :  5e-6e du tournoi préliminaire en blitz et dernier du tournoi rapide (6 joueurs).
- 2015 (Chess Challenge) : 2e-3e du tournoi préliminaire en blitz et 4e-5e du tournoi rapide (6 joueurs).
- 2016 (Chess Challenge) : 1er-3e du tournoi préliminaire en blitz et 1er-2e du tournoi rapide, ex æquo avec Nakamura (6 joueurs).
- 2017 (Chess Challenge) : 2e du tournoi de blitz, troisième du tournoi à cadence « New Classical » et du classement combiné (8 joueurs).

#### Tournoi de blitz de Stavanger
Tournoi Norway Chess à Stavanger
- 2013 : 2e-4e du tournoi préliminaire en blitz (victoire de Kariakine)
- 2015 : 3e-5e du tournoi préliminaire en blitz (victoire de Vachier-Lagrave)
- 2017 : 7e-8e du tournoi préliminaire en blitz (10 joueurs)
- 2018 : 2e-3e du tournoi préliminaire en blitz (victoire de Wesley So)
- 2022 : 3e-5e du tournoi préliminaire en blitz (victoire de Wesley So)

#### Tournois rapides divers disputés en Espagne
- 1993 : Oviedo (30e ex æquo, tournoi rapide) : 9 / 13
- 2001 : Madrid, tournoi rapide Mirabal : 8/9, vainqueur au départage devant Dolezal[32]
- 2003
  - Anand termine 2e-3e du tournoi rapide Hotel Bali Stars de Benidorm (novembre) : 6,5 / 9 (+3 =7), tournoi remporté par Topalov devant Radjabov.
  - Santurtzi (tournoi système Scheveningue avec mini-matchs rapide, aveugle et advanced chess) : 5 / 6 (+4 =2)[33]
- 2007 : IIe Festival Villa de Cañada de Calatrava[34] : 4e ex æquo (7/9)

#### Matchs rapides et blitz
- 1998 (Lausanne) Mini-match de départage en parties rapides en finale du championnat du monde FIDE contre Karpov perdu (0-2)
- 2004 :
  - (Sofia) Match télévisé en blitz contre Topalov[35] : 1,5-0,5
  - Dortmund : bat Kramnik (en finale) et Leko (en demi-finale) lors du départage rapide
- 2009
  - (Santiago) : match rapide contre Morovic : 2-0
  - (Miskolc) : match rapide contre Lekó : 5–3 (+6 =2)
- 2011
  - (Tachkent) Match rapide contre Qosimjonov : 3,5-0,5
  - (Train Madrid-Valence) Match en blitz contre Karpov : égalité : 1-1 (=2)
- 2012 (Moscou) Match de départage en parties rapides contre Guelfand en finale du championnat du monde : 2,5–1,5 (+1 =3)

#### Tournois mixtes (parties rapides et blitz)
2016
- Louvain (Grand Chess Tour, dix joueurs) :
  - 3e-5e du tournoi rapide
  - 3e-4e du tournoi de blitz
  - quatrième du classement combiné rapide et blitz
- Saint-Louis (Champions Showdown, quatre joueurs)[23] :
  - vainqueur du tournoi rapide (4,5/6) et du classement combiné (classique, rapide et blitz) : 15/24 ;
  - deuxième du tournoi en blitz (7/12)

2018
- Calcutta (tournoi Tata Steel, 10 joueurs) :
  - vainqueur du tournoi de blitz ; ex æquo avec Nakamura, Anand remporte le mini-match de départage[36]
  - 7e-8e du tournoi rapide remporté par Nakamura

2019
- Paris (Grand Chess Tour) :
  - deuxième du classement combiné rapide et blitz ;
  - 1er-3e du tournoi de blitz
- Amsterdam (tournoi Levitov, 3-6 août, 8 joueurs)[37] :
  - 1er-2e du tournoi de blitz (5/7, ex æquo avec Kramnik)) ;
  - 4e-5e du tournoi rapide (3,5/7).
- Bucarest (Grand Chess Tour) :
  - troisième du classement combiné rapide et blitz
  - 3e-4e du tournoi de blitz (10,5/18)
  - 5e-6e du tournoi rapide (9/18)
- Calcutta (tournoi Tata Steel, Grand Chess Tour) :
  - septième du classement combiné rapide et blitz
  - 5e-7e du tournoi rapide (8/18)
  - huitième du tournoi de blitz

#### Autres tournois rapides
- 1989
  - Pune, champion d'Inde Active Chess (rapide),
  - Hong Kong, champion d'Asie Active Chess (rapide)
- 1992 : demi-finaliste du tournoi rapide de Bruxelles, éliminé par Adams
- 1998  : Haïfa, mémorial Wydra (rapide) : 11,5/14, Anand bat J. Polgar lors du match de départage[38].
- 2000
  - Haïfa, tournoi mémorial Wydra (rapide) : premier (9,5 / 14) devant Guelfand et Svidler[39]
  - Finaliste  du tournoi rapide de Kópavogur en Islande : 4 / 5 (+3 =2), battu en finale par Kasparov.
- 2002 : Prague, avril-mai, trophée Eurotel rapide : bat Karpov en finale[40].
- 2003 : Middelfart (tournoi à quatre rapide SIS-MH) : 5,5 / 6[41]
- 2004
  - Sao Paulo (tournoi rapide, 6 joueurs)[42] : 8,5 / 10
  - Tallinn (mémorial Kérès rapide) : 5 / 5
- 2005 : Venaco (Circuit corse) : 8 / 9 lors de l'open rapide (ex æquo avec Artur Kogan), Anand bat Gourevitch en finale[43]
- 2009 : (Bakou) Match rapide Azerbaïdjan-Reste du monde, deuxième derrière Kramnik, performance[44] de 2 850 points (5,5 / 8, + 3 =5)
- 2010 : à Kristiansund (Artic Security Chess Stars), Anand remporte le tournoi rapide : 5 / 6 (+4 =2), mais perd la finale contre Carlsen : 0,5–1,5 (+0 −1 =1).
- 2019 : à Lindores, Anand finit dernier du tournoi à quatre rapide remporté par Carlsen[45].

#### Autres tournois de blitz
- 1993 : New York (Wall Street), tournoi blitz : 7 / 8, bat Patrick Wolff en finale
- 1994 : Munich : troisième du tournoi de blitz (12/17)
- 1999 : deuxième du tournoi de blitz de Wijk aan Zee (victoire de Kasparov)
- 2000 : Varsovie, coupe du monde de blitz GSM Plus, tournoi blitz (17,5 / 22[46])
- 2006 : Reykjavik (blitz, 5,5/9) : éliminé en demi-finale par Carlsen

### Compétitions par équipes

#### Coupe d'Europe des clubs
Viswanathan Anand a remporté la Coupe d'Europe des clubs d'échecs en 1993 et en 1994 au sein de l'équipe de Lyon Oyonnax Échecs (ex æquo avec l'équipe du Bosna Sarajevo en 1994).
En 1998 et 1999, il dispute la coupe d'Europe avec le club de Agrouniverzal Zemun qui finit cinquième en 1998 et deuxième en 1999.
Sa dernière participation remonte à 2007 (cinquième avec l'équipe de Baden-Baden).

#### Olympiades
Anand a représenté l'Inde lors de huit olympiades : 
- en 1984 (à quinze ans),
- en 1986 (premier échiquier), 1988, 1990, 1992,
- en 2004 (médaille d'argent individuelle, l'Inde finit sixième)
- en 2006[48],
- puis après dix ans d'interruption en 2018 à Batoumi.

#### Bundesliga
- Bundesliga 2002-2003 : 6 / 7
- Bundesliga 2003-2004 : 6,5 / 8
- Bundesliga 2004-2005 : 6 / 8
- Bundesliga 2005-2006 : 6 / 8
- Bundesliga 2006-2007 : 3,5 / 4

#### Match Russie-Reste du monde
En 2002, Anand marqua 5/9 (+ 2 -1 = 6) lors du match rapide contre la Russie remporté par l'équipe du Reste du monde.

#### Championnats d'Asie par équipe
Anand a participé aux éditions de 1986 et 1989, remportant :
- une médaille d'or individuelle au quatrième échiquier et la médaille d'argent par équipe en 1986 ;
- une médaille d'or individuelle (avec 7 points sur 7) au premier échiquier et la médaille de bronze par équipe en 1989.

## Style de jeu
Depuis ses débuts, Anand est réputé pour son intuition et sa grande vitesse de calcul, ce qui le rend encore plus redoutable en parties rapides. Il se retrouve rarement en zeitnot. Avec l’âge adulte, il a amélioré sa concentration et son niveau en fin de partie. Son style est équilibré. Il ouvre régulièrement de 1. e4. Il est spécialiste de la variante Najdorf. Avec les Noirs sur 1. d4, il joue souvent la défense ouest-indienne. Il peut aussi surprendre son adversaire dans l’ouverture.

## Des parties remarquables
Cette section utilise la notation algébrique pour décrire les coups joués dans une partie d'échecs.

### Anand - Kamsky, 1994
Viswanathan Anand - Gata Kamsky, Tournoi de Linares, 1994
1. e4 c5 2. Cf3 d6 3. d4 cxd4 4. Cxd4 Cf6 5. Cc3 a6 6. Fe3 e5 7. Cb3 Fe6 8. f3 Fe7 9. Dd2 Cbd7 10. g4 h6 12. Tg1 b4 13. Ca4 d5 14. g5 d4 15. Fxd4 Fxb3 16. gxf6 Fxf6 17. axb3 exd4 18. 0-0-0 Ce5
19. f4!! Cf3 20. Dg2 Cxg1 21. e5 0-0 22. Fd3! Fxe5 23. fxe5 Dxh4 24. Txg1 Df4+ 25. Rb1 Dxe5

John Nunn a écrit : « L'évaluation de la position par Anand avant qu'il ne complique la position est remarquable. »
26. Cc5! Ta7 27. Dc6 De3 28. Tg2 Rh8 29. Te2 Dg1+ 30. Ra2 Taa8 31. Cd7 Tac8 32. Df3 f5 33. Cxf8 Tc5 34. Cg6+! Dxg6 35. Te1 Df6 36. Da8+ Rh7 37. Fc4 Tc6 38. Dg8+ Rg6 39. Tg1+  1-0 (le mat suit rapidement après 39...Rh5 40. Fe2+ Rh4 41. Dd5).

### Anand - Kasparov, 1995
Viswanathan Anand - Gary Kasparov, Championnat du monde d'échecs 1995 (classique), New York, neuvième partie
1. e4 c5 2. Cf3 d6 3. d4 cxd4 4. Cxd4 Cf6 5. Cc3 a6 6. Fe2 e6 7. 0-0 Fe7 8. a4 Cc6 9. Fe3 0-0 10. f4 Dc7 11. Rh1 Te8 12. Ff3 Fd7 13. Cb3 Ca5 14. Cxa5 Dxa5 15. Dd3 Tad8 16. Tfd1 Fc6 17. b4 Dc7 18. b5 Fd7 19. Tab1 axb5 20. Cxb5 Fxb5 21. Dxb5 Ta8 22. c4 e5 23. Fb6 Dc8 24. fxe5 dxe5 25. a5 Ff8 26. h3 De6 27. Td5! Cxd5 28. exd5 Dg6 29. c5 e4 30. Fe2 Te5
31. Dd7! Tg5 32. Tg1! e3 33. d6 Tg3 34. Dxb7 De6 35. Rh2!  1-0.

### Anand - Lautier, 1997
Viswanathan Anand - Joël Lautier, Festival d'échecs de Bienne, 1997
Cette partie a été élue meilleure partie  du numéro de l'Informateur d'échecs :
1.e4 d5 2.exd5 Dxd5 3.Cc3 Da5 4.d4 Cf6 5.Cf3 c6 6.Fc4 Ff5 7.Ce5 e6 8.g4 Fg6 9.h4 Cbd7 10.Cxd7 Cxd7 11.h5 Fe4 12.Th3 Fg2 13.Te3 Cb6 14.Fd3 Cd5 15.f3 Fb4 16.Rf2 Fxc3 17.bxc3 Dxc3 18.Tb1 Dxd4 19.Txb7 Td8 20.h6 gxh6
21.Fg6! Ce7 (21... DxD. 22 Txe6+ suivi de mat)
22.Dxd4 Txd4 23.Td3 Td8 24.Txd8+ Rxd8 25.Fd3 1-0 (le Fg2 est condamné).

## Publications
- Encyclopédie des ouvertures d'échecs, C89 - Gambit Marshall, Chess Informant, 1993
- En collaboration avec John Nunn, (en)My Best Games of Chess, Gambit Publications, 1998,  (ISBN 1-901983-00-5)
  - 2e édition, (en) Vishy Anand : my best games of chess, Londres, Gambit, 2001, 334 p. (ISBN 1-901983-54-4)
  - 3e édition, (en)Vishy Anand : World Chess Champion, Life and Games, Gambit publications, 2012,  (ISBN 1-906454-32-9)

DVDs
- World Chess Champion, Vishy Anand, My Chess Career, volume 1, DVD-Rom, éd. Chessbase, 2004
- World Chess Champion, Vishy Anand, My Chess Career, volume 2, DVD-Rom, éd. Chessbase, 2004